# Brennilis
Pour les articles homonymes, voir Brennilis (homonymie).
Brennilis [bʁεnilis] (Brenniliz en breton) est une commune du département du Finistère, dans la région Bretagne, en France. Elle est connue pour son ancienne centrale nucléaire.

## Géographie

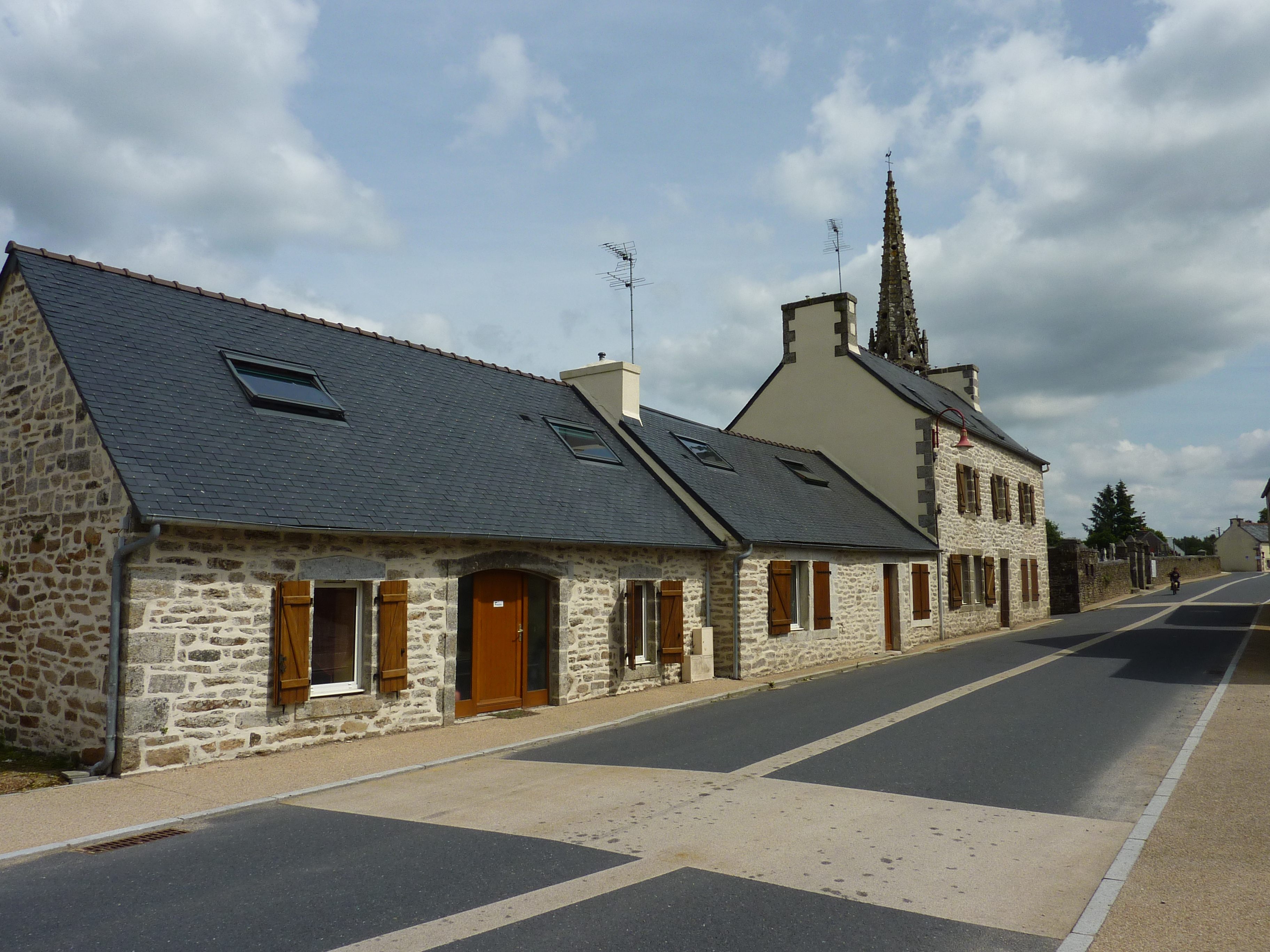
Rue principale : maisons et église.

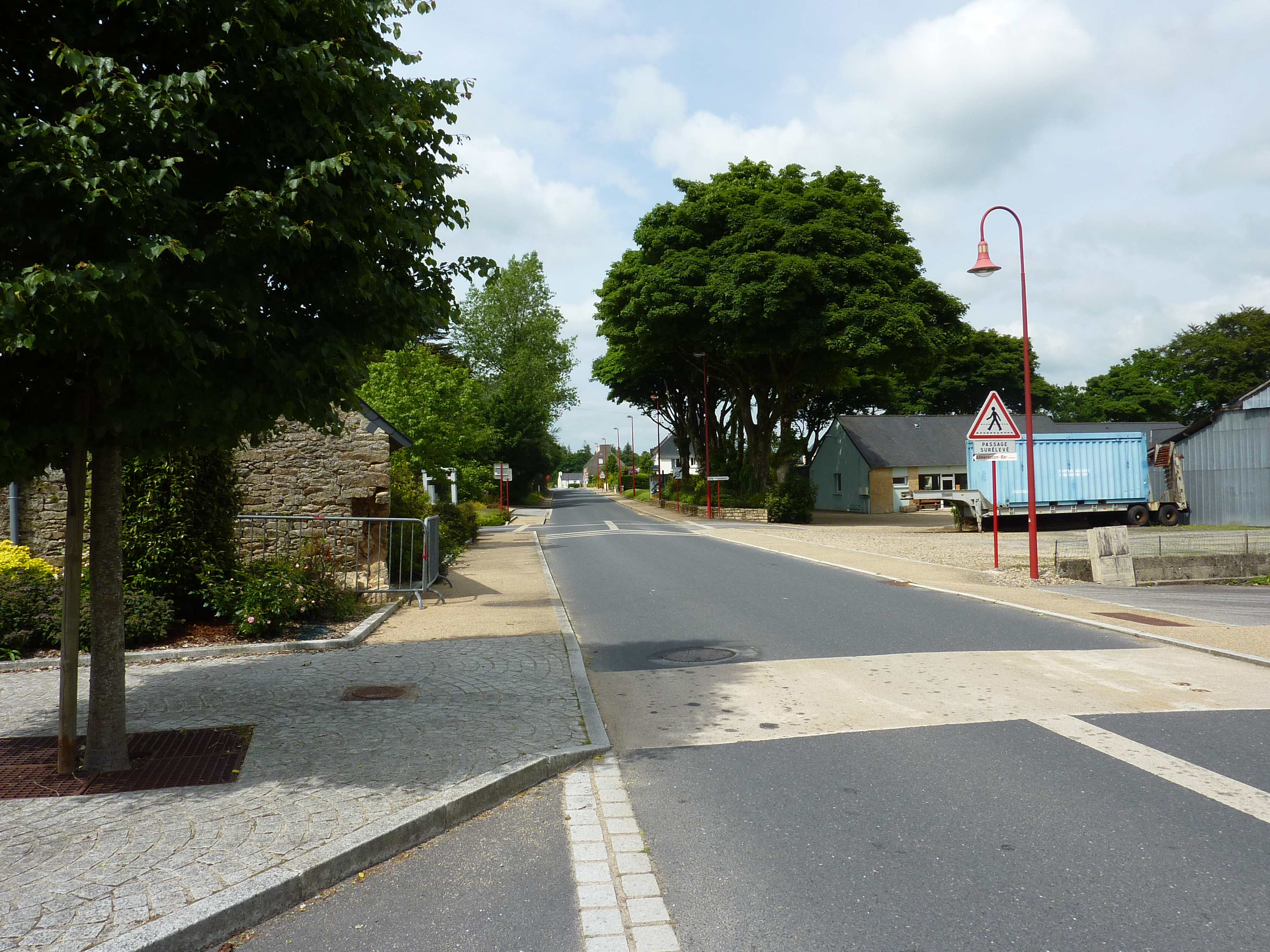
La rue principale en direction de La Feuillée.

Grande de 2 040 hectares seulement, la commune est peuplée de 450 habitants hors résidences secondaires. Le bourg est situé à 255 mètres d'altitude, les altitudes relevées dans le territoire communal allant de 150 mètres (aux abords du moulin de Kerrannou au sud-est du territoire communal) à 278 mètres (à Roc'h ar Bic).
Brennilis se situe au pied du Mont Saint-Michel de Brasparts dans les monts d'Arrée et à proximité des marais du Yeun Elez, au nord-est du Réservoir de Saint-Michel, lac artificiel consécutif à la construction sur l'Éllez du barrage de Nestavel dans les années 1930, destiné initialement à régulariser le régime de l'Éllez pour améliorer le rendement de l'usine hydro-électrique de Saint-Herbot située plus en aval. Par la suite, ce lac artificiel a servi de réservoir d'eau de refroidissement pour les besoins du fonctionnement de la centrale nucléaire de Brennilis, construite par le CEA (Commissariat à l'énergie atomique) et EDF (Électricité de France).

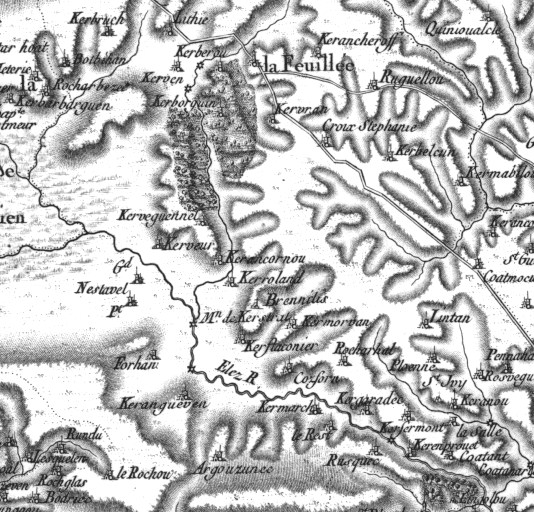
Carte de Cassini (XVIIIe siècle) : la région de Brennilis (simple hameau à l'époque).

Cette description datant de 1939 illustre bien la pauvreté traditionnelle de la commune : " Au bord de la grand'route, s'ouvrent quelques carrières de sable, maigres ressources naturelles du pays. (…) Brennilis, petite commune de 2 030 hectares, est encore couverte aux deux-tiers de son étendue de fondrières boueuses, entourées d'une végétation rabougrie, où il est dangereux de s'aventurer seul car le « Yun », comme l'appelle les habitants du pays, est peu sûr, puisque dénué de toute route et sentier. Ce pays mystérieux est aussi, paraît-il, hanté de lutins et de korrigans qui, la nuit, au clair de lune, viennent mener une sarabande folle sur la lande déserte ".

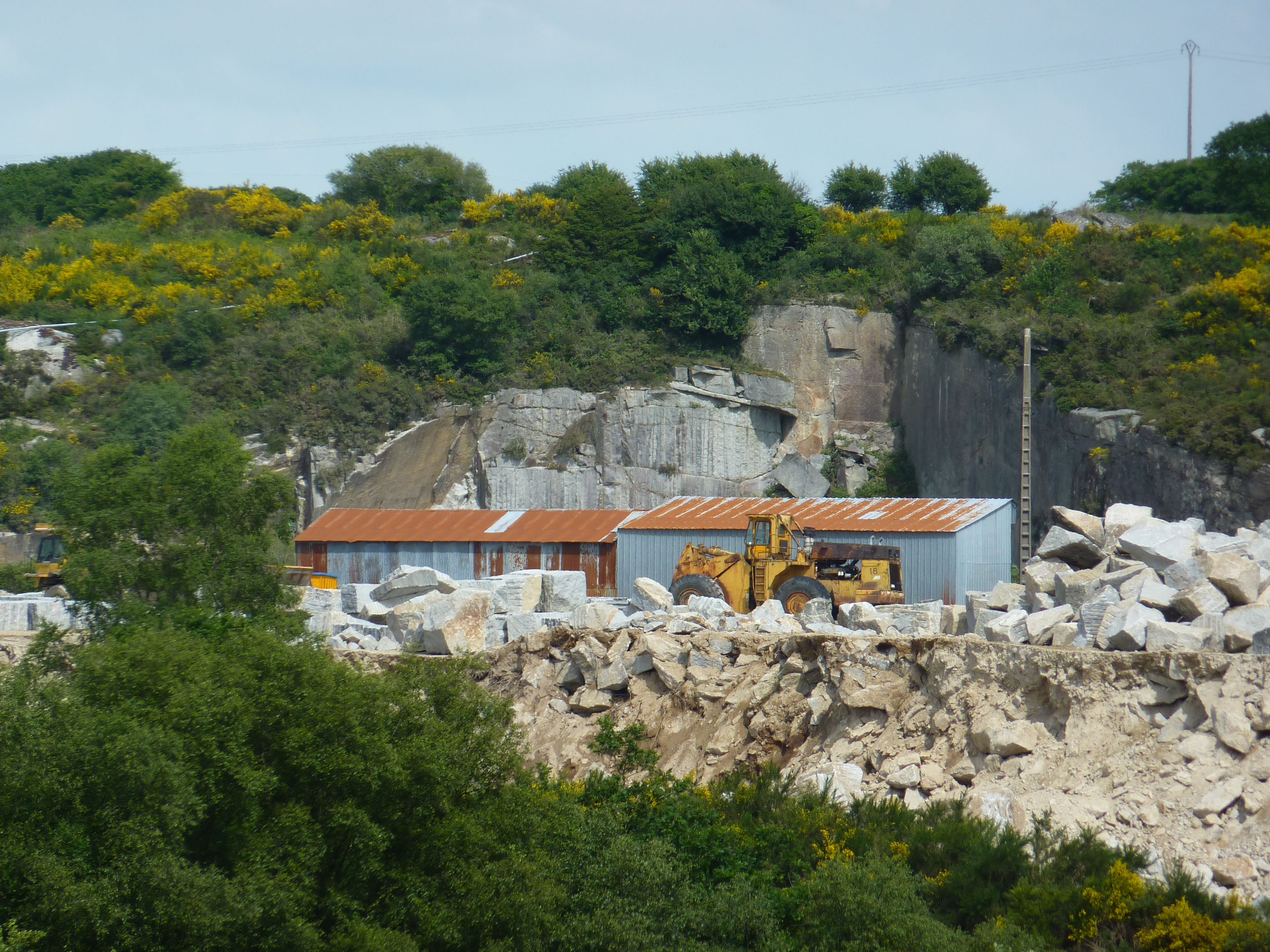
La carrière de Roc'h Perez.

Outre le bourg, étiré le long de la départementale D 36 allant de Croaz an Herry en La Feuillée jusqu'à Châteauneuf-du-Faou, l'habitat est surtout réparti en une dizaine de gros hameaux (dénommés localement « villages »), les principaux étant dans la partie orientale de la commune Plouenez (l'ancien chef-lieu de la Ploue de la montagne), Kermorvan, Cosforn, Kergaradec et dans la partie occidentale Kerflaconnier, Kerhornou, Kerveur, Nestavel-Braz et Kervéguénet. Des hameaux sont proches du lac réservoir de Saint-Michel : ceux de Nestavel Bihan et Nestavel Braz dépendent de Brennilis, celui de Forc'han de la commune voisine de Loqueffret. Quelques petits hameaux complètent l'habitat, certains d'entre eux ayant pu être plus importants par le passé mais victimes de la dépopulation liée à l'exode rural comme Kerranou, Penhars, Roc'h ar Had ou Leïntan. L'habitat rural traditionnel a souvent été remarquablement restauré ces dernières décennies.
Une importante carrière est située à Roc'h Pérez, dans la partie orientale de la commune.
La commune s'est dotée, dans le cadre de son P.L.U. (Plan local d'urbanisme) rendu exécutoire en février 2011, d'un P.A.D.D. (Plan d'aménagement et de développement durable), qui fixe à 750 le nombre d'habitants pouvant être durablement accueillis sur le territoire.
| Botmeur                             |           | La Feuillée |
|                                     | Brennilis | Huelgoat    |
| Réservoir de Saint-Michel Brasparts |           | Loqueffret  |

### Hydrographie
Pour un article plus général, voir Réseau hydrographique du Finistère.
La commune est située dans le bassin Loire-Bretagne. Elle est drainée par l'Ellez, le Roudouhir, le ruisseau de Roudoudour, qui alimentent le lac réservoir de Saint-Michel, le ruisseau de Noster, le ruisseau Hoaz-Glaz et divers autres petits cours d'eau,.
La commune est divisée en deux parties bien distinctes : une grande moitié ouest forme la dépression du Yeun Elez couverte de marais, tourbières ou landes selon les endroits et désormais en partie ennoyée ; une petite moitié orientale, plus vallonnée, était plus propice à l'agriculture, mais celle-ci y est en relatif déclin, frappée par l'exode rural et la friche sociale.
L'Ellez, d'une longueur de 28 km, prend sa source dans la commune de Saint-Rivoal et se jette  dans l'Aulne à Landeleau, après avoir traversé neuf communes.  Les caractéristiques hydrologiques de l'Ellez sont données par la station hydrologique située sur la commune de Loqueffret. Le débit moyen mensuel est de 1,16 m3/s. Le débit moyen journalier maximum est de 19,5 m3/s, atteint lors de la crue du 29 décembre 1994. Le débit instantané maximal est quant à lui de 32,7 m3/s, atteint le 2 novembre 2023. Autrefois l'Ellez s'appelait « Taël » à la sortie des marais de Botmeur, elle tirait son nom de l'adjectif ta (v)el (calme, silencieux). Le lieu-dit Nestavel a conservé cette appellation : le hameau proche de la « Tavel », la rivière calme, silencieuse.
Le ruisseau du Roudouhir sépare à l'ouest Brennilis de la commune limitrophe de Botmeur ; au nord, la limite communale avec La Feuillée suit le cours du ruisseau de Noster, affluent du Roudoudour, puis, plus vers l'est, suit approximativement une ligne de crête passant près du sommet de Roc'h ar Bic, longeant le chemin (dit « voie Romaine ») allant jusqu'à Coat-Mocun, commune de Huelgoat ; à l'est, la limite communale avec Huelgoat suit un moment le tracé de l'axe routier D 764, puis celle avec Plouyé suit le cours sinueux et encaissé d'un affluent de l'Ellez jusqu'au moulin de Kerannou ; au sud, la majeure partie du tracé de la limite communale avec l'ancienne commune-mère de Loqueffret, suit le cours de l'Ellez, y compris dans la partie désormais ennoyée sous les eaux du réservoir de Saint-Michel qui est à cheval sur les quatre communes de Brennilis, Loqueffret, Brasparts et Botmeur.

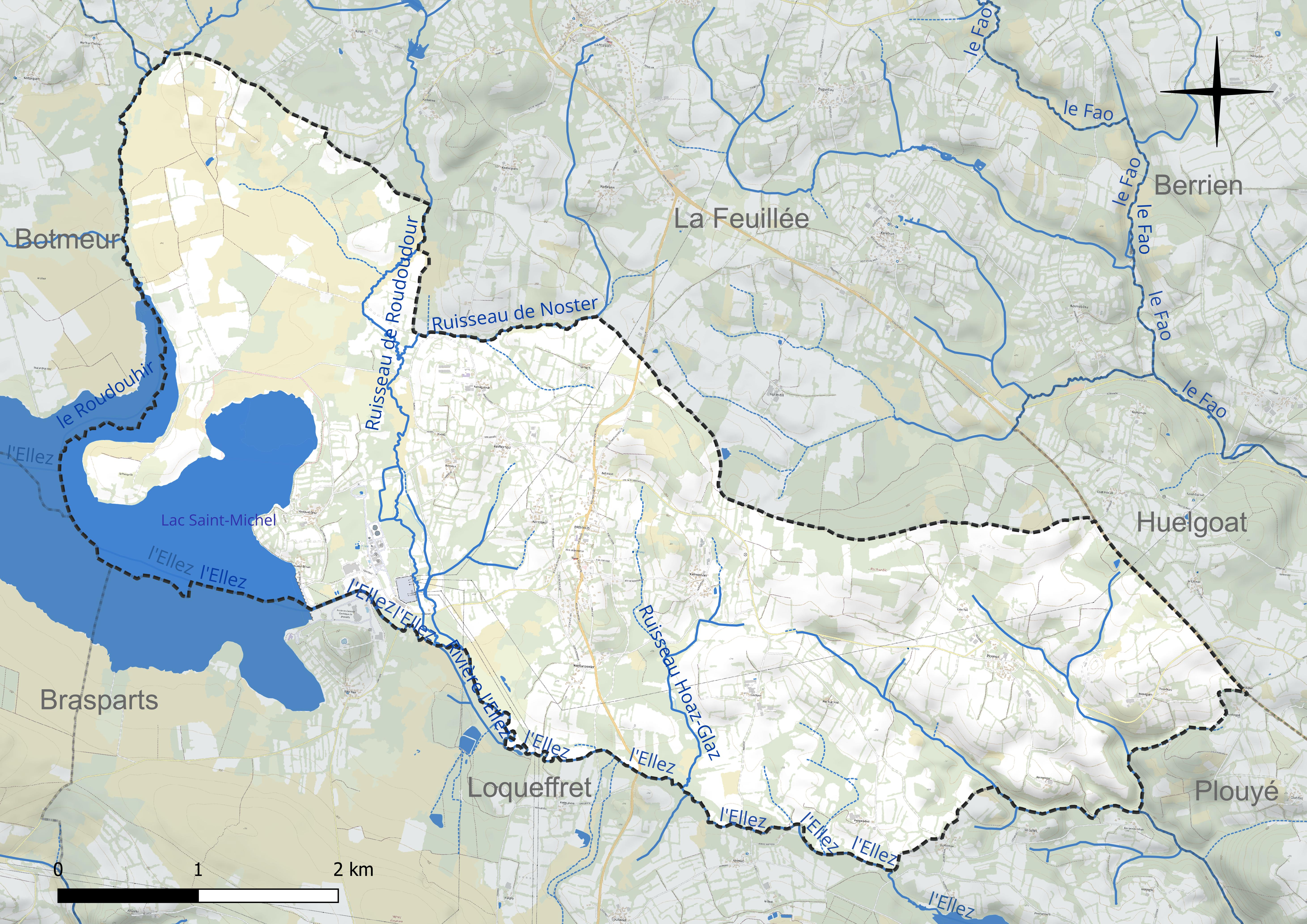
Réseau hydrographique de Brennilis.

Un plan d'eau complète le réseau hydrographique : le lac Saint-Michel, d'une superficie totale de 450,6 ha (161,2 ha sur la commune),.

### Climat
Pour des articles plus généraux, voir Climat de la Bretagne et Climat du Finistère.
En 2010, le climat de la commune est de type climat océanique franc, selon une étude du CNRS s'appuyant sur une série de données couvrant la période 1971-2000. En 2020, Météo-France publie une typologie des climats de la France métropolitaine dans laquelle la commune est exposée à un climat océanique et est dans la région climatique  Finistère nord, caractérisée par une pluviométrie élevée, des températures douces en hiver (6 °C), fraîches en été et des vents forts. Parallèlement l'observatoire de l'environnement en Bretagne publie en 2020 un zonage climatique de la région Bretagne, s'appuyant sur des données de Météo-France de 2009. La commune est, selon ce zonage, dans la zone « Monts d'Arrée », avec des hivers froids, peu de chaleurs et de fortes pluies.  
Pour la période 1971-2000, la température annuelle moyenne est de 10,6 °C, avec  une amplitude thermique annuelle de 11,8 °C. Le cumul annuel moyen de précipitations est de 1 368 mm, avec 18,2 jours de précipitations en janvier et 9,7 jours en juillet. Pour la période 1991-2020, la température moyenne annuelle observée sur la station météorologique installée sur la commune est de 10,9 °C et le cumul annuel moyen de précipitations est de 1 552,3 mm,. Pour l'avenir, les paramètres climatiques de la commune estimés pour 2050 selon différents scénarios d'émission de gaz à effet de serre sont consultables sur un site dédié publié par Météo-France en novembre 2022.
| Mois                                  | jan.           | fév.           | mars          | avril         | mai           | juin          | jui.          | août          | sep.         | oct.          | nov.          | déc.          | année     |
| ------------------------------------- | -------------- | -------------- | ------------- | ------------- | ------------- | ------------- | ------------- | ------------- | ------------ | ------------- | ------------- | ------------- | --------- |
| Température minimale moyenne (°C)     | 3              | 2,6            | 3,8           | 5             | 7,9           | 10,5          | 12,2          | 12,2          | 10,3         | 8,2           | 5,6           | 3,5           | 7,1       |
| Température moyenne (°C)              | 5,7            | 5,8            | 7,6           | 9,4           | 12,4          | 15,1          | 16,7          | 16,8          | 14,7         | 11,8          | 8,5           | 6,3           | 10,9      |
| Température maximale moyenne (°C)     | 8,5            | 9,1            | 11,4          | 13,9          | 16,9          | 19,6          | 21,3          | 21,4          | 19,1         | 15,3          | 11,4          | 9             | 14,7      |
| Record de froid (°C) date du record   | −15 12.01.1987 | −11 27.02.1986 | −6,4 01.03.18 | −4 11.04.1978 | −2 07.05.1997 | 0,9 01.06.22  | 3,8 02.07.22  | 2 28.08.1986  | 0,2 18.09.22 | −3 30.10.1997 | −5 07.11.1980 | −8 12.12.1991 | −15 1987  |
| Record de chaleur (°C) date du record | 16 26.01.1983  | 21,2 27.02.19  | 23 19.03.05   | 28 15.04.15   | 31 05.05.1989 | 35 26.06.1986 | 38,2 18.07.22 | 36,9 09.08.03 | 31 14.09.20  | 28,7 02.10.11 | 20,6 01.11.15 | 17 02.12.1985 | 38,2 2022 |
| Précipitations (mm)                   | 190            | 153,9          | 111,5         | 107,9         | 92            | 83,9          | 85,8          | 94,9          | 98,8         | 154,2         | 174,1         | 205,3         | 1 552,3   |

## Urbanisme

### Typologie
Au 1er janvier 2024, Brennilis est catégorisée commune rurale à habitat dispersé, selon la nouvelle grille communale de densité à 7 niveaux définie par l'Insee en 2022.
Elle est située hors unité urbaine et hors attraction des villes,.

### Occupation des sols

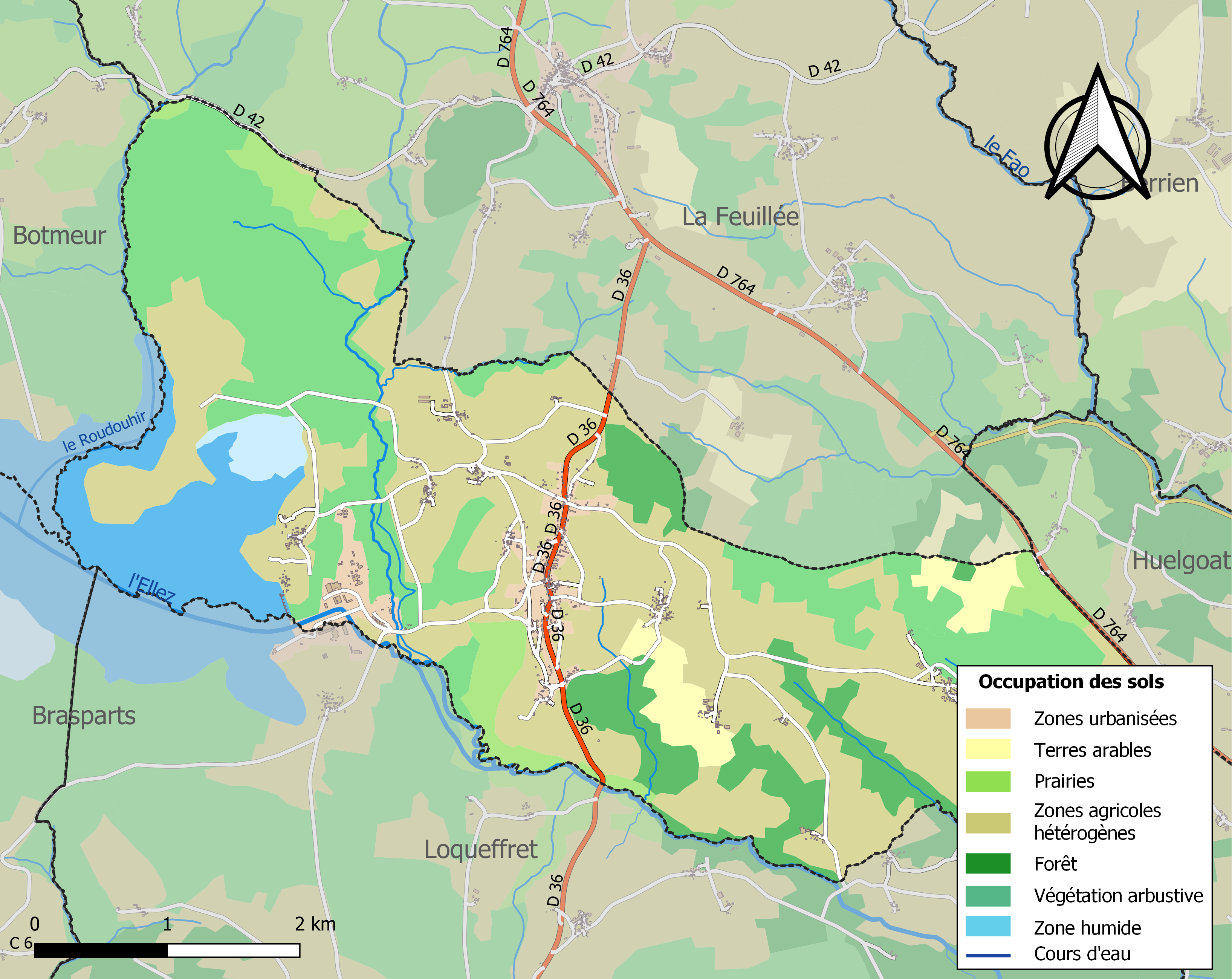
Carte des infrastructures et de l'occupation des sols de la commune en 2018 (CLC).

Le tableau ci-dessous présente l'occupation des sols de la commune en 2018, telle qu'elle ressort de la base de données européenne d'occupation biophysique des sols Corine Land Cover (CLC).
| Type d'occupation                                              | Pourcentage | Superficie (en hectares) |
| -------------------------------------------------------------- | ----------- | ------------------------ |
| Tissu urbain discontinu                                        | 2,5 %       | 50                       |
| Zones industrielles ou commerciales et installations publiques | 1,2 %       | 25                       |
| Terres arables hors périmètres d'irrigation                    | 3,1 %       | 64                       |
| Prairies et autres surfaces toujours en herbe                  | 4,5 %       | 91                       |
| Systèmes culturaux et parcellaires complexes                   | 45,0 %      | 916                      |
| Forêts de feuillus                                             | 2,2 %       | 45                       |
| Forêts de conifères                                            | 3,7 %       | 76                       |
| Forêts mélangées                                               | 3,3 %       | 68                       |
| Landes et broussailles                                         | 18,4 %      | 375                      |
| Forêt et végétation arbustive en mutation                      | 7,6 %       | 155                      |
| Marais intérieurs                                              | 1,3 %       | 26                       |
| Plans d'eau                                                    | 7,0 %       | 121                      |
| Source : Corine Land Cover                                     |             |                          |

## Toponymie
Le nom de la paroisse est attesté en 1653 sous la forme Brennilis.
Ce toponyme breton est composé de bren, qui signifie « colline », et de iliz « église ». Le nom signifie donc « colline de l'église ».
En breton moderne, le nom de la commune est Brenniliz.
Toutefois Gwenc'hlan Le Scouëzec émet une autre hypothèse qui s'appuie sur la statue de la Vierge à l'enfant placée dans une niche à volets sculptés située dans l'église paroissiale. Sur le bord supérieur de la niche on peut lire : « Notre-Dame de Breac-Ellis » ; ce terme proviendrait du gaulois briacos (« marais ») et de helle (« sorcière » en vieux français).

## Histoire

### Origines et Antiquité
La région de Brennilis a été très anciennement habitée, au moins depuis le Mésolithique. Le dolmen de Ti-ar-Boudiged date du Néolithique moyen : sous le tumulus, 15 pierres plantées en terre formant des piliers soutiennent trois pierres qui forment dalles de couverture : cette sépulture en « V » est longue de 13,4 mètres, sa largeur variant entre 0,7 mètre près de l'entrée étroite et s'élargissant jusqu'à 3,10 mètres au fond. Plusieurs autres mégalithes sont visibles sur le territoire communal, en particulier l'alignement de Leintan (cinq menhirs), hélas abattus et le menhir de Coatmocun. D'après la tradition populaire, c'est du haut de Roz-ar-Guevel, amas de rochers naturellement disposé en forme de dolmens, que Bristok, valeureux chef breton « à rude trempe et à lourde épée », devant une foule enthousiaste, poussa le premier cri de révolte contre les aigles romains. C'est à l'emplacement d'un oratoire construit au VIe siècle pour commémorer cette réunion de serfs attachés à la glèbe, et la déroute des légions romaines, que s'élève l'église paroissiale.
La voie romaine allant de Vorgium (Carhaix-Plouguer) vers La Feuillée passait à l'est du finage actuel, par le hameau de Pontauban et non loin des villages de Penhars et Kerrannou ; elle traversait « les garennes de Plouenez ».

### Moyen Âge

#### Le village médiéval de Karhaes Vihan
Le site de Karhaes Vihan, qui comprend une dizaine de bâtiments en ruines, de forme carré ou rectangulaire, séparés les uns des autres et construits en granite, des piliers de bois soutenant une couverture en genets, permet de comprendre l´organisation de l'habitat rural en Basse Bretagne entre la fin du Xe et le XIVe siècle (habitat dispersé et regroupé en hameaux, homme et bétail sous le même toit) provenant des défrichements organisés sous l'égide des moines cisterciens de l'abbaye du Relec et des Hospitaliers de Saint-Jean de Jérusalem implantés à La Feuillée. Ce type d'habitat a subsisté jusqu'à la fin du XIXe siècle dans des villages comme Kerflaconnier ou Kermorvan.

#### Plouenez, la «Ploue de la Montagne»

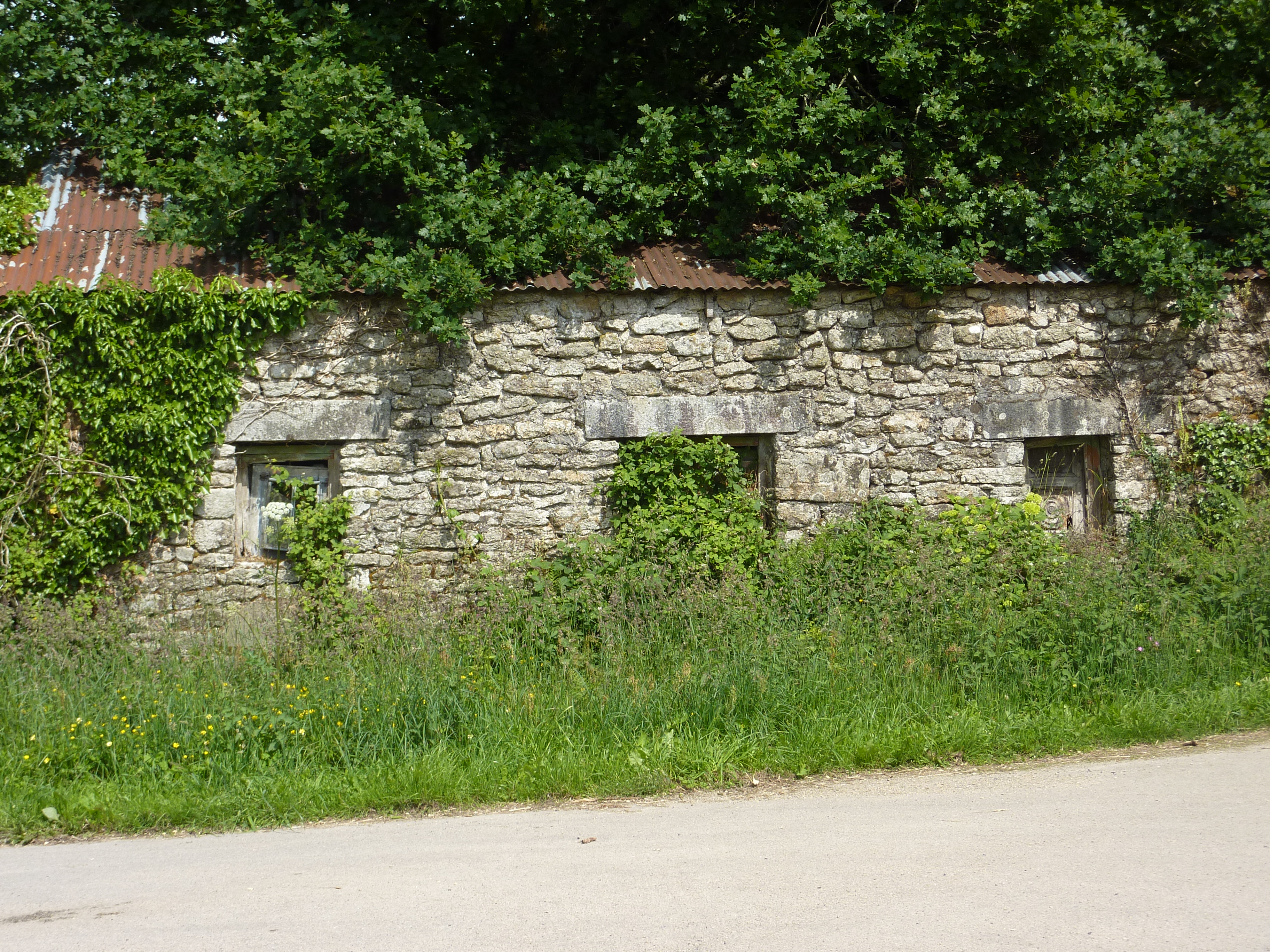
Maison en ruine à Ploenez, l'ancien chef-lieu de la « Ploue de la montagne ».

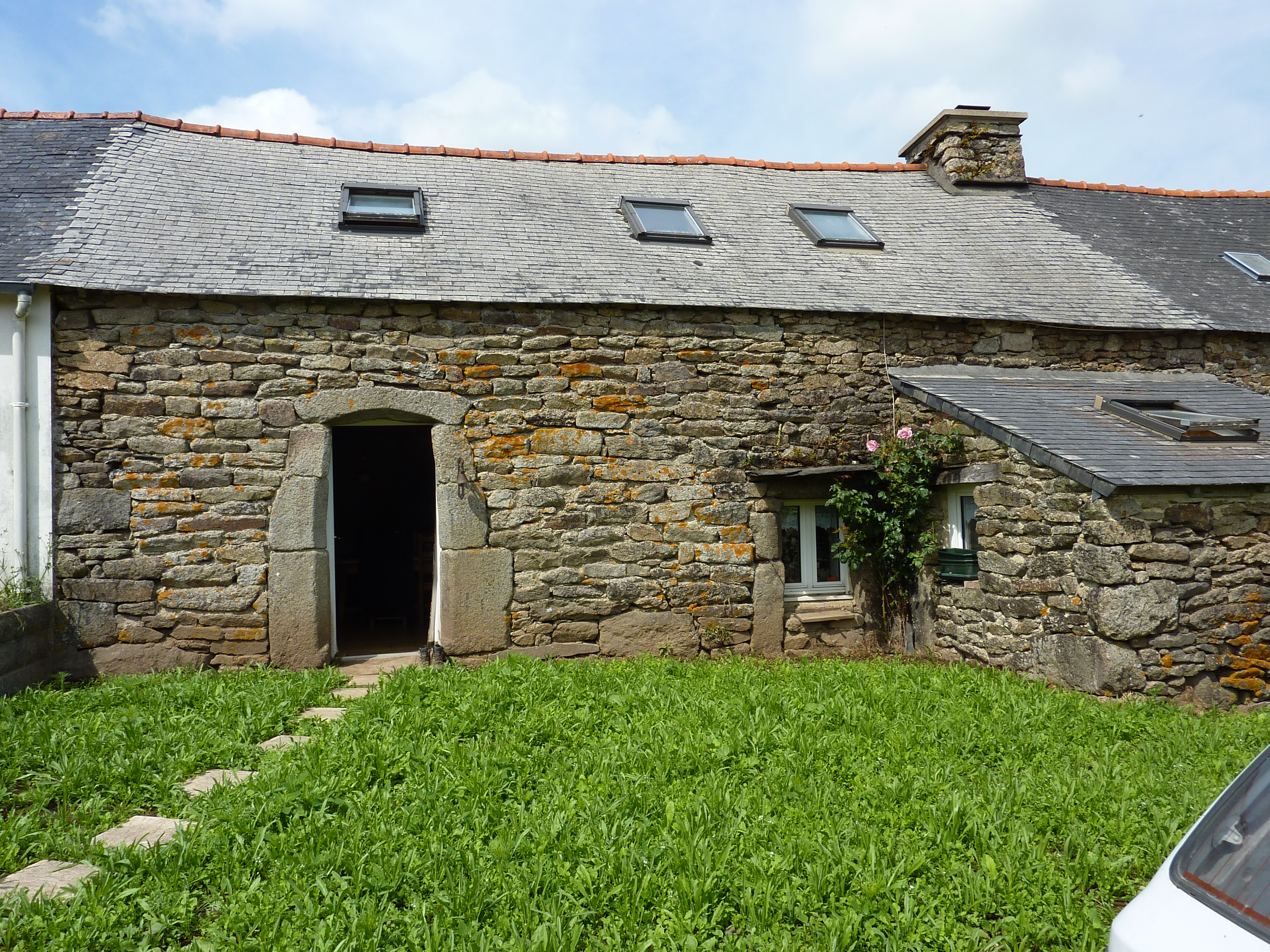
Ploenez : façade de maison ancienne.

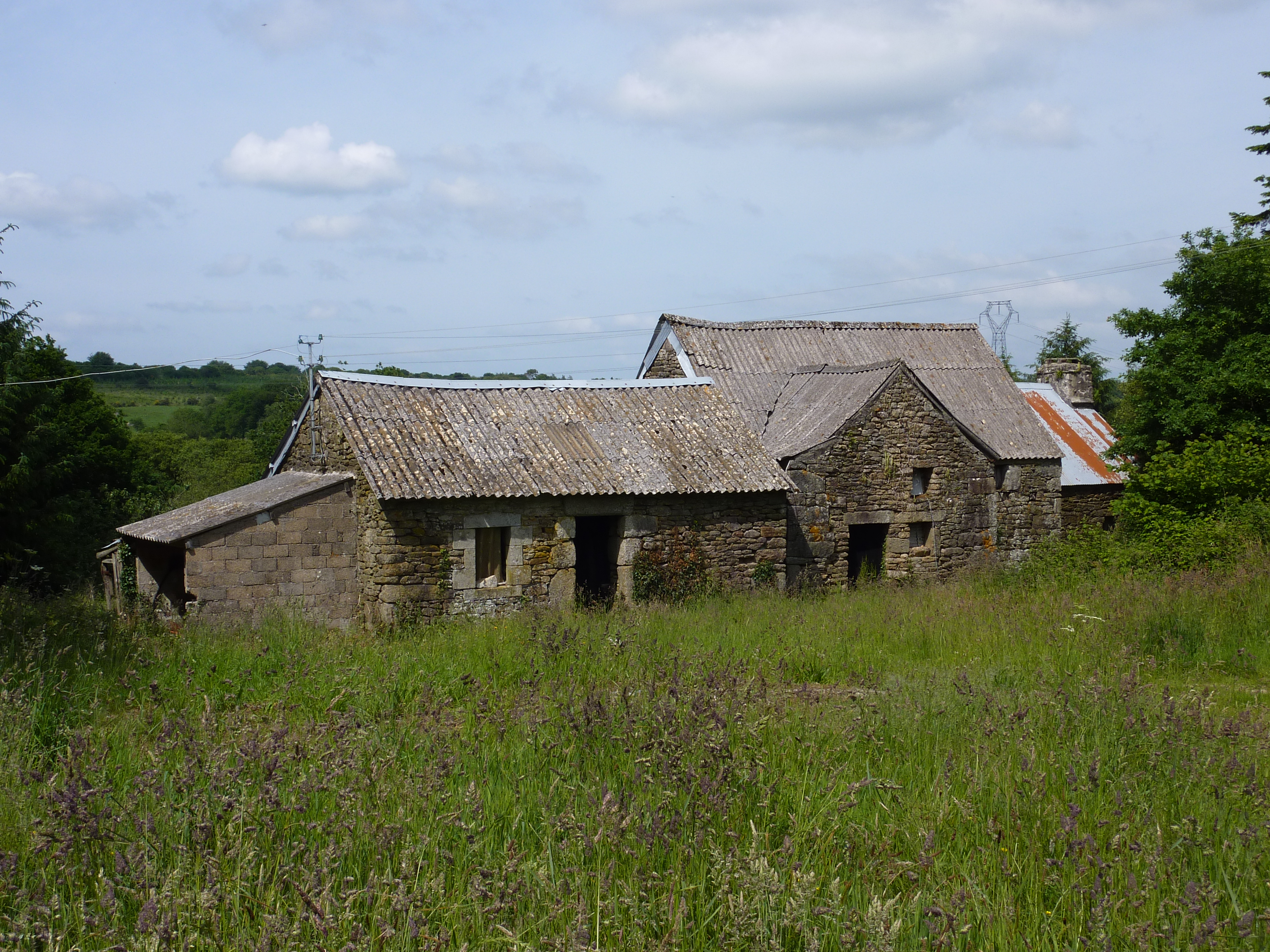
Ancienne ferme à Ploenez.

Brennilis fit partie au Moyen Âge, du VIe au Xe siècle, de la paroisse primitive de l'Armorique, fondée probablement au VIe siècle, dénommée en 1368 Plebs Montis, traduction latine de « Ploumenez » ou « Plouenez » en breton, soit « Ploue de la montagne » en français, dont le chef-lieu se trouvait sur le territoire actuel de Brennilis (hameau de Plouenez) ; cette paroisse ou « ploue » couvrait plus de 26 000 ha, correspondant aux paroisses et trèves, désormais communes, de Berrien (y compris ses trèves de Huelgoat et Locmaria et son terroir de Botmeur), La Feuillée, Loqueffret (y compris Brennilis), Brasparts (y compris sa trève de Saint-Rivoal). Cette « Ploue de la Montagne » a disparu probablement au XIVe siècle, sa dernière mention datant de 1368. La création des paroisses de Berrien et de Brasparts (trèves incluses), probablement au XIe siècle, puis celle de la commanderie de La Feuillée par les hospitaliers de Saint-Jean-de-Jérusalem avaient déjà considérablement réduit son territoire.
Brennilis, où une chapelle de pèlerinage fut construite en 1485, devint une trève de la paroisse de Loqueffret, son chapelain possédant toutefois le droit de célébrer les enterrements, le village possédant donc son cimetière. Le pardon s'y déroulait le premier lundi de mai, la tradition voulant que les paroissiens fassent plusieurs fois le tour de l'église, parfois à genoux (le pardon a cessé d'être célébré vers 1960). Plouenez sombra dans l'oubli, réduit à un simple hameau.

#### Les vitraux de l'église de Brennilis
Les vitraux de l'église Notre-Dame de Brennilis (alors une simple chapelle construite en 1485) sont garnis de nombreux écussons des donateurs, notamment ceux des familles Berrien (Yvon de Berrien, époux de Jeanne de Kersauson, fut par exemple seigneur de Kerannou [près du lieu-dit actuel « Les Salles » en Loqueffret ; il n'en subsiste quasiment rien] ; sa juridiction seigneuriale disposait du droit de haute justice ; il était aussi seigneur de Leslec'h, aussi en Loqueffret), Quelen, Vieux-Chastel, Coëtanezre, du Juch.
La famille Berrien de Kerannou semble disparaître de Bretagne au début du XVIe siècle, probablement parce qu'elle se convertit au protestantisme ; ses membres auraient émigré à Alkmaar aux Pays-Bas ; certains descendants seraient ensuite partis aux États-Unis et certains de leurs enfants sont devenus des notables de Long Island et du New-Jersey.

### Époque moderne

#### La naissance du bourg de Brennilis
Le bourg de Brennilis est attesté en 1653 seulement, mais existait certainement bien avant, l'église actuelle, ancienne chapelle, portant une inscription de 1485. Le bourg aurait été fondé et la chapelle construite par les seigneurs de Kerrannou si l'on en croit un aveu de 1653. La chapelle était selon son recteur de 1856, M. Combot, "consacrée à Notre-Dame de Breach-Elé, ou confluent de l'Elé [Ellez], parce que l'église se trouve près l'endroit où la rivière Elé [Ellez], qui prend sa source dans le marais de ce nom, reçoit les eaux d'une autre rivière qui vient des montagnes d'Arré", la tradition disant que les fondations et les vitraux étaient dus aux seigneurs du château (en ruine actuellement) de Kerannou, dont les armes sont plusieurs fois reproduites dans l'église. Gwenc'hlan Le Scouëzec interprète "Notre-Dame de Breac-Ellis", comme venant de briacos, le marais en gaulois et helle, la sorcière en vieux français, soit le marais de la sorcière. Le premier lundi de mai, tous les habitants de la paroisse, grands et petits, viennent faire une visite à Notre-Dame de Brennilis, depuis quatre heures du matin jusqu'à huit ou neuf heures du soir, plusieurs font en marchant ou à genoux le tour à l'intérieur ou à l'extérieur de l'église. Cet usage date, dit-on, de temps immémorial ; quelque soin que j'aie pris pour en connaître l'origine, personne n'a pu me renseigner" écrit encore en 1856 le recteur Combot.

#### La seigneurie de Kerrannou (Keranou)
De la fin du XVe siècle à la Révolution française, Brennilis est dominée en majeure partie par la seigneurie de Kerrannou dont les armoiries, ainsi que celles de familles nobles apparentées, sont représentées sur les verrières de l'église. Le château de Kerannou, (situé au lieu-dit actuel les Salles), en terre, a disparu tôt, remplacé par un manoir. La seigneurie, sergenterie féodée, disposait des droits de basse justice, moyenne justice et haute justice sur un territoire comprenant les hameaux actuels situés ente Rozingar (Roc'hingar) et Kervéguénet. Les fourches patibulaires à quatre piliers de justice (« piliers en boy à planter en terre armoyés de Keranou, lesquels sont garnis de colliers et carquants de fer [= potence] »  étaient probablement implantées au lieu-dit Parc ar criminal à Kerrarnou. Les audiences de justice (plaids généraux) se tenaient à la chapelle Saint-David (ou Saint-Divy), (en ruines en 1798, détruite en 1806), près de Kerrannou, ou au bourg de Brennilis jusqu'à la suppression de cette justice féodale en 1682 au profit de la juridiction du Huelgoat. Les juges seigneuriaux étaient aussi gruyers, surveillant les gardes forestiers et les bois eux-mêmes, ainsi que les cours d'eau car la pêche était aussi réservée au seigneur.
La seigneurie appartint successivement aux familles De Berrien (au XVe siècle), De Quelen (au XVIe siècle), Kerlech du Chastel (au XVIIe siècle) ; Alain Kerlech du Chastel, aussi seigneur du Rusquec (le manoir du Rusquec est situé dans l'actuelle commune de Loqueffret), démolit le manoir de Kerannou vers le milieu du XVIIe siècle pour agrandir le château du Rusquec. Le domaine passa ensuite au XVIIIe siècle aux mains des familles De Boisadam puis De Begasson.
Les documents concernant Brennilis à cette époque sont rares, son histoire se confondant avec celle de sa paroisse-mère : Loqueffret. La pauvreté du sol, l'exiguïté du territoire et la dépendance à l'égard de suzerains extérieurs à Brennilis, nobles ou ecclésiastiques, expliquent l'absence de manoirs ou de châteaux.

### LeXIXesiècle
Rattachée à Loqueffret lors de la création des communes en 1792, Brennilis est érigée en paroisse le 9 juin 1849 et en commune le 5 avril 1884. La construction d'une mairie ne fut décidée qu'en 1913, la nouvelle commune se contentant d'un local loué auparavant. La mairie construite en 1951 a été remplacée par une construction moderne dans les années 90.
Le docteur Le Breton, médecin dans l'arrondissement de Châteaulin, décrit en 1853 la misère des habitants et l'insalubrité du hameau de Kerflaconnier, véritable marécage peuplé de 75 personnes, où s'est déclarée une épidémie de fièvre typhoïde : « On ne saurait donner une idée de la malpropreté et de l'état misérable de leur mobilier. Les sexes sont séparés, mais les habitants couchent au nombre de 2 ou 3 dans le même lit, et quel lit ! les malades ensemble ou même avec les biens portants ». Selon lui, les maisons sont construites sans la moindre observation des règles d'hygiène ; elles sont basses, mal éclairées, avec une partie crèche à bestiaux séparée du reste de la maison par une simple claie ; les lits-clos sont occupés par plusieurs personnes, sans draps.
L'école de Brennilis, comprenant une école de garçons et une école de filles, est construite entre 1882 et 1885, comptant chacune vers 1900 une centaine d'élèves dans une classe unique. Vers 1905, les effectifs se montant à 140 élèves environ, les classes sont dédoublées. En 1895 Brennilis demande la création d'un poste de facteur-receveur.
L'approvisionnement en eau pose problème, le puits du bourg tarissant vite et l'été, les habitants étaient obligés d'aller chercher l'eau jusqu'à la fontaine de Kerguéven en Loqueffret à plus de deux kilomètres.

### LeXXesiècle
Le 9 janvier 1903, Cloarec, curé de Brennilis, fait partie des 31 prêtres du diocèse de Quimper dont les traitements sont retenus par décision du gouvernement Combes « tant qu'ils ne feront pas emploi de la langue française dans leurs instructions et l'enseignement du catéchisme » car ils utilisaient le breton.

#### La ligne des Chemins de fer armoricains
Brennilis fut pendant environ deux décennies desservie par le train au début du XXe siècle : la gare de Brennilis est un endroit qui fut fréquenté assidument entre 1912 et 1933 par les voyageurs qui prenaient le train de la ligne des Chemins de fer armoricains entre Plouescat et Rosporden. Il faisait arrêt dans plusieurs gares, et répondait au nom de « train patates ». Le dernier chef de gare était Mme Coadour, ancienne restauratrice au Bourg. La gare est désormais une maison d'habitation, tandis que la ligne est devenue un chemin de randonnée permettant de remonter vers les crêtes.

#### Pilhaouerset marchands de toiles
Comme les communes voisines de Loqueffret, La Feuillée, Botmeur et Berrien, Brennilis a été une terre de pilhaouers et de marchands de toiles, « dont Brennilis était la petite patrie » jusqu'à la Seconde Guerre mondiale au moins. En 1846, l'on recense 51 pilhaouers à Brennilis (dont 13 à Kermorvan, 6 à Nestavel Bras, à Kerflaconnier, à Plouenez et à Kerveur, 5 à Nestavel Vihan, etc.) pour 802 habitants (57 agriculteurs à la même date). Leur indépendance d'esprit était connue. À l'annonce du décès de leur recteur (curé en Bretagne), les pilhaoueriens de Brennilis s'exclament en 1891 : « Encore un qui ne nous commandera plus ! ».
Dans la décennie 1930, Brennilis comptait 40 marchands de toile, issus surtout des parties occidentale et centrale de la commune, parties les plus pauvres. Cette profession, apparue ans la commune après la Première Guerre mondiale, était une reconversion professionnelle de certains pilhaouers ; ils s'approvisionnaient en tissus provenant des filatures du Nord de la France et faisaient du porte-à-porte pour vendre leurs rouleaux de toile.

#### L'émigration
La pauvreté a entraîné pendant le XIXe et les deux premiers tiers du XXe siècle une forte émigration. Ce texte du « Courrier du Finistère » qui date de 1943 en témoigne : "Avec ses minces bandes de terres labourables entre des collines dénudées et des vallons marécageux, Brennilis ne peut nourrir ses habitants. Aussi jeunes gens et jeunes filles s'en vont « courir leur chance dans le monde » se plaçant comme domestiques, s'embauchant comme terrassiers dans nos villes. À longueur d'année, les hommes circulent dans nos cantons de Bretagne, nos provinces de France, pour le commerce des toiles. Espérons-le, l'après-guerre apportera à Brennilis de meilleures conditions d'existence, à tout le moins en lui donnant des routes convenables…".

#### Un fief de la gauche
Brennilis a une tradition politique fortement marquée à gauche, comme la plupart des autres communes de l'Arrée. Entre les deux guerres mondiales, des disputes clochemerlesques éclatent fréquemment entre le curé et la municipalité, comme l'illustre par exemple en 1932 le refus du recteur d'organiser un service religieux à la mémoire des morts de la Grande guerre lors de la fête des Anciens Combattants si un bal est ensuite organisé par la mairie.

#### Les guerres duXXesiècle
Le monument aux morts de Brennilis, construit en 1922, porte les noms de 59 habitants de la commune morts pour la France dont 47 pendant la Première Guerre mondiale et 12 pendant la Seconde Guerre mondiale.
Pendant la Seconde Guerre mondiale, la garnison allemande qui gardait le barrage de Nestavel était forte d'un quinzaine de soldats environ.
Des actes de résistance surviennent à Brennilis : sabotage d'une ligne à haute tension en 1943, vols de tickets d'alimentation au profit de la Résistance. François Toullec, 20 ans, né à Brennilis, réfractaire au STO, maquisard, est capturé le 20 juin 1944 par les Allemands dans le bois de Bodriec en Loqueffret, ainsi que Jean Cavalloc, de Lopérec et François Salaün, de Loqueffret ; après avoir été atrocement torturés à Lampaul-Guimiliau, puis à Guiclan et enfin dans la cave de la chapelle de l'école Saint-Louis à Châteaulin où ils décèdent dans la nuit du 9 au 10 juillet 1944.
Le 22 mai 1944, vers 18 h, trois avions anglais mitraillent des véhicules automobiles ; un homme est tué à la porte de son domicile.

### Des tourbières du Yeun Elez aux aménagements électriques

#### Les tourbières du Yeun Elez

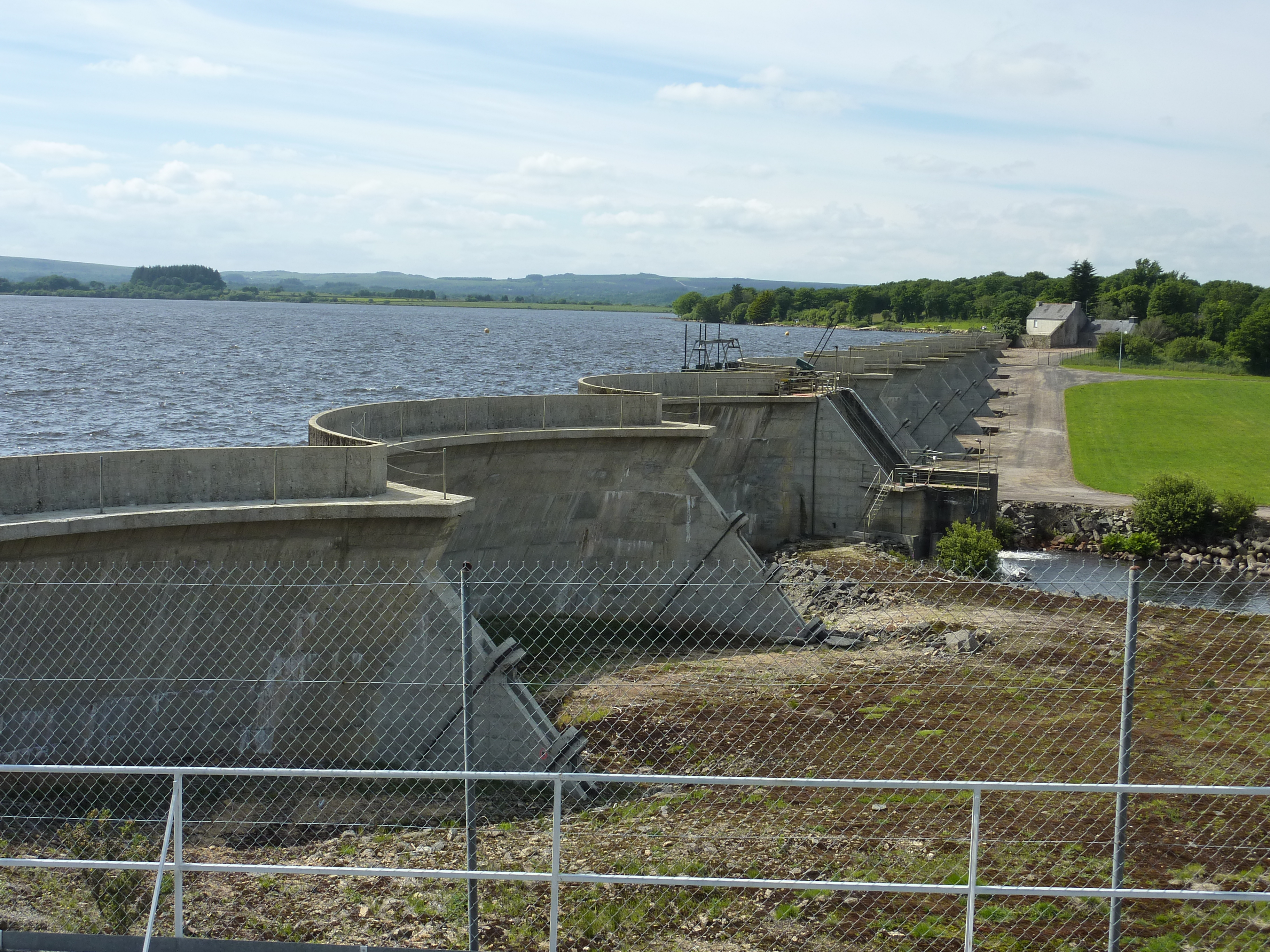
Le barrage Saint-Michel (barrage de Nestavel).

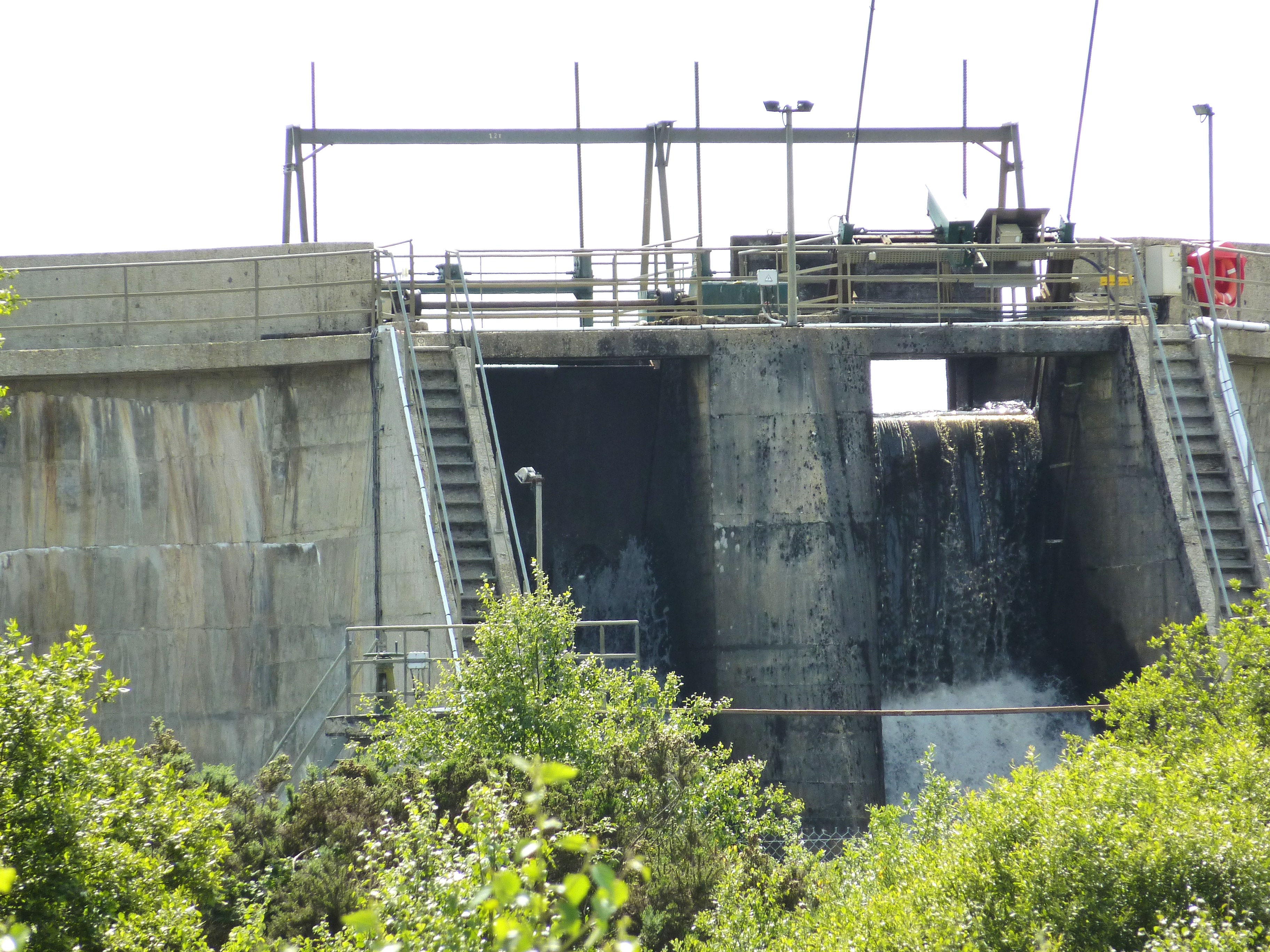
Le barrage Saint-Michel : le déversoir.

L'exploitation des tourbières du Yeun Elez était une activité importante jusque vers le début de la décennie 1950. En 1941, l'hebdomadaire Le Courrier du Finistère écrit : Les tourbières sont exploitées activement et dans de meilleures conditions qu'à la saison précédente. Bon appoint pour les foyers familiaux.

#### La construction du barrage de Nestavel
Un premier barrage avait été construit en 1929, entraînant la formation d'un premier lac artificiel de petite dimension. L'extension du lac artificiel de Saint-Michel provoque, dès l'annonce du projet en 1931, de vives protestations de la part des agriculteurs et tourbiers concernés qui créèrent un comité de défense. L'un des membres déclare : « Ce barrage inondera 360 hectares de champs, de prés, de tourbières… Plus de cinquante familles se verront dans l'obligation de quitter le pays et alors, où iront-elles ? » L'orateur montre avec éloquence les richesses du pays, « ces tourbières sont des mines inépuisables ». En effet, la construction du barrage de Nestavel entraîne en 1936 des expropriations de tourbières par la Société hydro-électrique du Finistère, concessionnaire de l'ouvrage et de vives protestations des tourbiers qui se regroupent en syndicat de défense : « Les paysans du marais (Brennilis et un village de Loqueffret) perdent leur gagne-pain. (…) Ils vivaient de la vente de la tourbe aux environs et du faible produit des troupeaux : tourbe et troupeaux disparaîtront. On peut nous parler de progrès moderne, de force motrice, de lumière et de chaleur prodiguées au loin par le bienfaisant lac artificiel. Nous savons. Mais on ne nous fera pas dire que la ruine ou l'exode des tourbiers ne sont pas infiniment tristes ».
Mais la campagne d'expropriation commence dès 1935 entraînant la création du lac de Brennilis, dit réservoir de Saint-Michel, retenue d'eau de 13 millions de mètres cubes. En 1941, une nouvelle campagne d'expropriation agrandit le périmètre de l'ouvrage, certaines terres non expropriées dans un premier temps étant périodiquement inondées lorsque le lac était à son niveau le plus élevé.

## Politique et administration

### Liste des maires

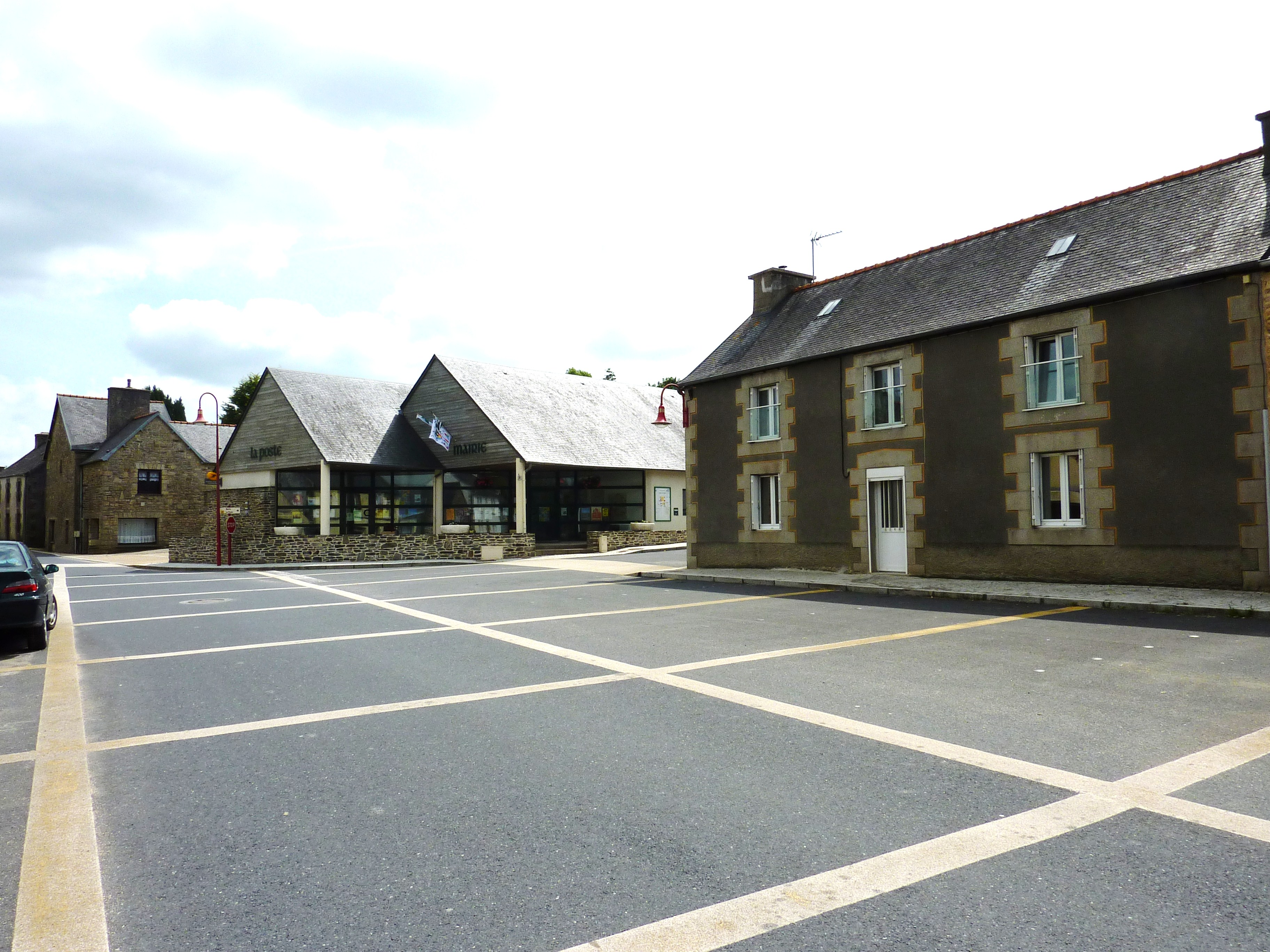
La mairie-poste.

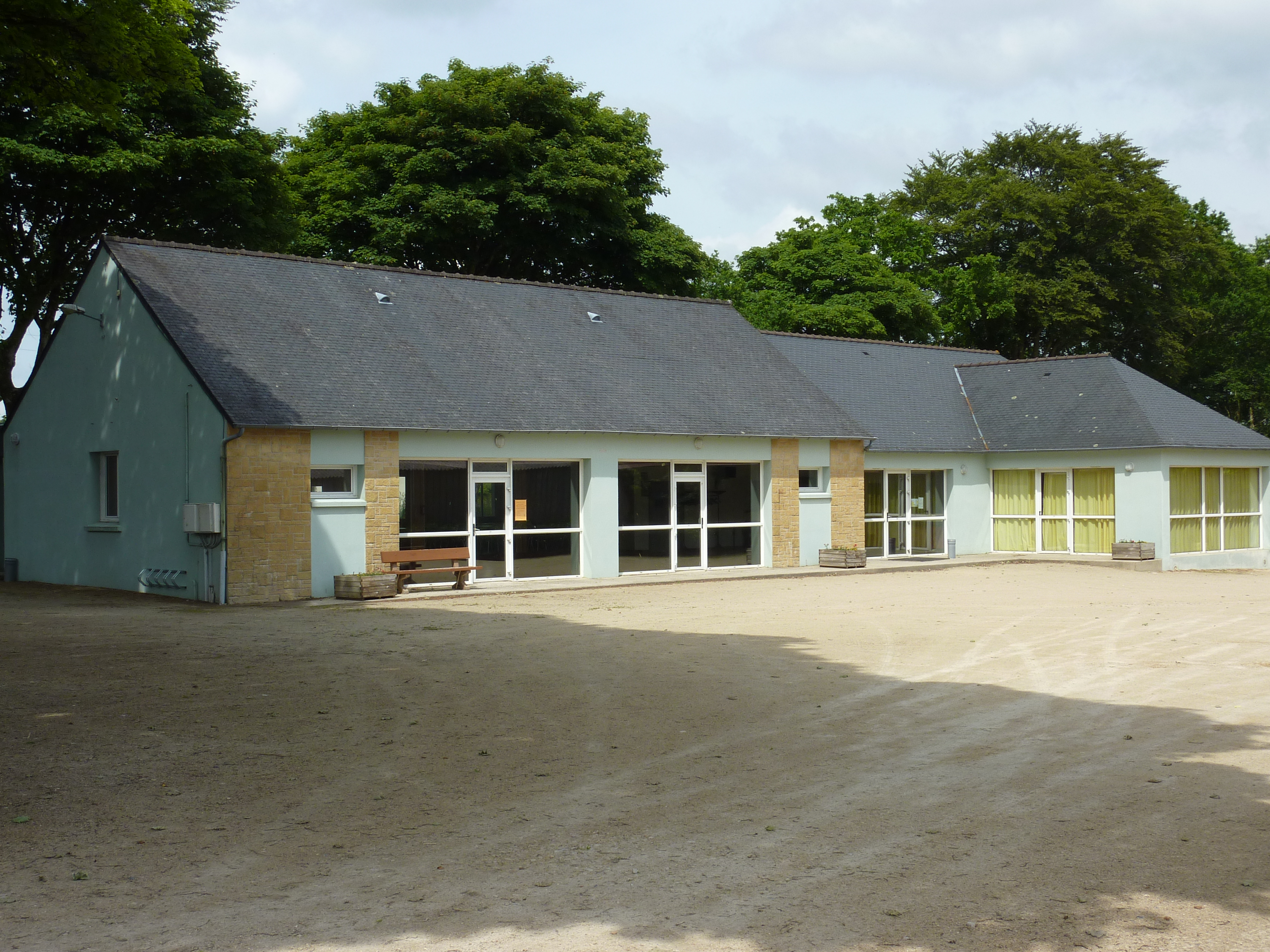
La salle polyvalente.

| Période                    | Identité                                      | Parti            | Qualité                                                                                   |
| -------------------------- | --------------------------------------------- | ---------------- | ----------------------------------------------------------------------------------------- |
| 1884 - 1892                | Jean Salaün                                   |                  |                                                                                           |
| 1892 - 1899                | François Rolland                              |                  |                                                                                           |
| 1899 - 1900                | Jean-Louis Goacolou                           |                  |                                                                                           |
| 1900 - 1911                | Maurice Menez                                 |                  |                                                                                           |
| 1911 - 1915                | Corentin Salaün                               |                  |                                                                                           |
| 1915 - 1919                | Jean Salaün                                   |                  |                                                                                           |
| 1919 - 1925                | Jean-Louis Guillou                            |                  |                                                                                           |
| 1925 - 1935                | Henri Toullec                                 |                  |                                                                                           |
| 1935 - 1941                | Henri Keruzore                                |                  |                                                                                           |
| 1941 - 1944                | Henri Toullec                                 |                  | Délégation spéciale. Nommé par le préfet après dissolution du conseil municipal précédent |
| 1945 - 1947                | Jean Tosser                                   |                  |                                                                                           |
| 1947 - 1962                | François Goacolou                             |                  |                                                                                           |
| 1962 - mars 1989           | Marcel Roygnan                                |                  |                                                                                           |
| mars 1989 - 1994           | Olivier Herry                                 | PS               | Ancien membre du CEA, président de la communauté de communes du Yeun Elez de 1993 à 1994. |
| 1994 - juin 1995           | Pierre Paul                                   |                  |                                                                                           |
| juin 1995 - mars 2008      | Yves Corre                                    |                  | Ancien EDF                                                                                |
| mars 2008 - mars 2014      | Jean-Victor Gruat                             | Apparenté PCF-FG |                                                                                           |
| mars 2014 - au 23 mai 2020 | Alexis Manac'h Réélu pour le mandat 2020-2026 | DVG              | Retraité de l'enseignement                                                                |

### Politique de développement durable
La commune a engagé une politique de développement durable en lançant une démarche d'Agenda 21 en 2008.

## Population et société

### Démographie
La commune n'étant indépendante que depuis 1884, les chiffres ne sont connus que depuis le recensement de 1886. Auparavant les statistiques concernant Brennilis étaient incluses dans celles de Loqueffret. En 1846, la paroisse de Brennilis avait 802 habitants.
| 1886 | 1891 | 1896 | 1901  | 1906  | 1911  | 1921  | 1926  | 1931  |
| ---- | ---- | ---- | ----- | ----- | ----- | ----- | ----- | ----- |
| 897  | 945  | 965  | 1 103 | 1 142 | 1 130 | 1 070 | 1 049 | 1 024 |

| 1936 | 1946 | 1954 | 1962 | 1968 | 1975 | 1982 | 1990 | 1999 |
| ---- | ---- | ---- | ---- | ---- | ---- | ---- | ---- | ---- |
| 947  | 832  | 665  | 615  | 760  | 654  | 573  | 439  | 467  |

| 2006 | 2008 | 2013 | 2018 | 2022 | - | - | - | - |
| ---- | ---- | ---- | ---- | ---- | - | - | - | - |
| 439  | 435  | 467  | 437  | 447  | - | - | - | - |

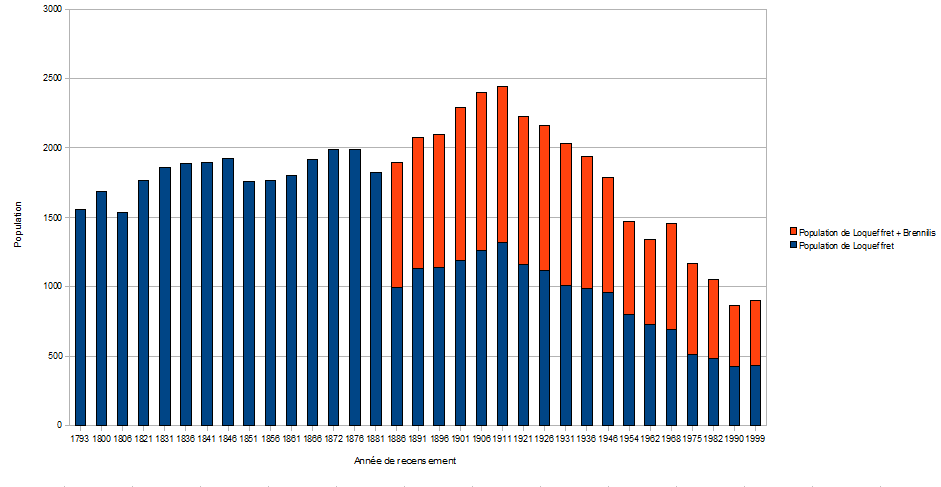
Évolution de la population de Brennilis et Loqueffret.

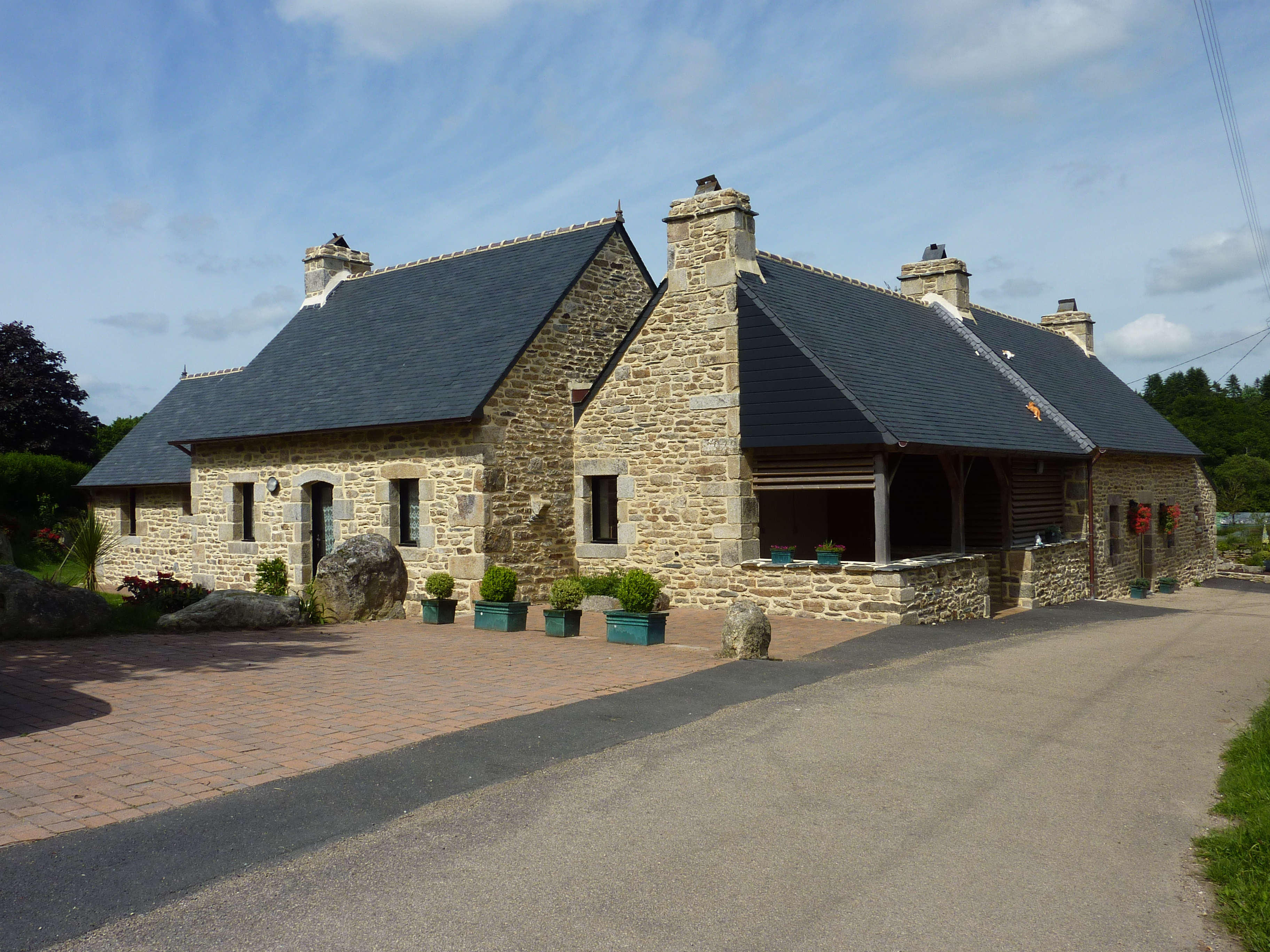
Maison rénovée à Kermorvan.

Commentaire : Depuis sa création en 1884, Brennilis a connu une croissance de 245 habitants (+ 27 %) en 20 ans de 1886 à 1906, année de son maximum démographique. La population de la commune commence ensuite à décliner, lentement d'abord entre 1906 et 1931 : perte de 118 habitants (−10 %) en 25 ans ; puis plus rapidement entre 1931 et 1962 : perte de 409 habitants (−40 %) en 31 ans. La construction, puis la mise en service en 1962 de la centrale nucléaire des monts d'Arrée permet un redressement démographique spectaculaire mais temporaire entre 1962 et 1968 (+155 habitants en 6 ans, soit +25 %), suivi d'une reprise du déclin depuis 1968 (−321 habitants en 38 ans entre 1968 et 2006, soit −42 %). En 120 ans, depuis sa création, par delà les évolutions qui viennent d'être décrites, la commune a perdu depuis sa création plus de la moitié de ses habitants. La densité de la population, qui était de 40,7 habitants par km2 en 1968, n'est plus que de 23,5 habitants par km2 en 2006.
En 10 ans, de 1998 à 2007, Brennilis a enregistré 39 naissances et 84 décès, soit un déficit naturel de 45 habitants dû au vieillissement de sa population. De 1999 à 2006, son taux de natalité a été de 8,6 pour mille et son taux de mortalité de 21 pour mille. Même si son solde migratoire, longtemps négatif tout au long du XXe siècle, est redevenu positif depuis 1990, cela ne suffisait pas à compenser le déficit naturel car il s'agissait essentiellement d'une immigration de retraités. Le recensement de 2011 enregistrait toutefois une légère augmentation de la population. Entre janvier 2008 et décembre 2013, soit sur six ans, la commune connaissait 37 naissances et 57 décès, représentant un moindre déficit naturel que sur la période décennale précédente.
En 2006, les 65 ans et plus formaient plus de 25 % de la population communale alors que les 0 à 19 ans formaient un peu moins de 20 % de cette même population. La réalisation de logements à loyer modéré (HLM départementaux, réalisations communales, opérations de la communauté de communes) a cependant permis d'enrayer ou de ralentir le déclin démographique. Brennilis a ainsi pu sauvegarder son école publique, en association pédagogique avec celles de Loqueffret et La Feuillée : en 2012-2013, 34 enfants  étaient scolarisés à Brennilis, 38 à Loqueffret et 32 à La Feuillée. Sur les 104 élèves scolarisés sur les 3 communes, 43 résidaient à Brennilis. Une supérette a été installée au bourg par la communauté de communes et est désormais propriété de son ancien gérant. Le bourg offre également les services d'une agence postale et d'une bibliothèque municipale (les deux ouvertes six jours sur sept), d'un cabinet infirmier et d'un cabinet médical. De nombreuses chambres d'hôtes sont à disposition. La commune compte également un restaurant. Elle forme un bassin d'emploi industriel important grâce aux entreprises implantées sur la partie déjà démantelée du site nucléaire de Brennilis, aux turbines à combustion installées par EDF et au chantier du démantèlement devant s'achever après 2020.

### Tourisme et écologie

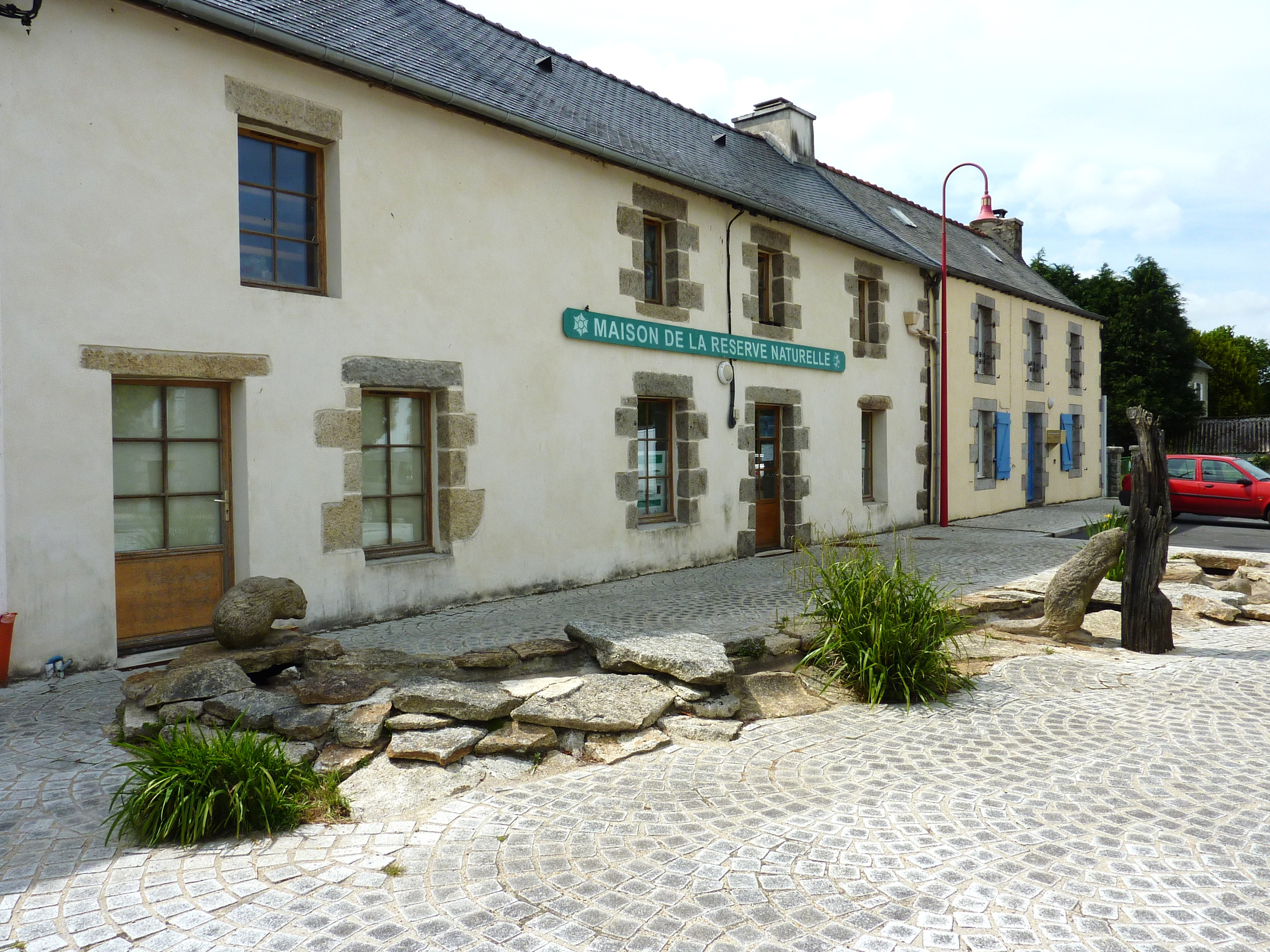
La maison de la réserve naturelle et des castors.

Les rives du lac réservoir de Saint-Michel, couramment dénommé lac de Brennilis, vaste de 500 hectares, ont été aménagées, au sud du barrage de Nestavel, afin de devenir une très modeste riviera touristique : un camping de bord de lac attire estivants et pêcheurs. Un tourisme vert s'est développé (sentier de 18 kilomètres faisant le tour du lac à travers les marais, visite de la tourbière du Venec, des sites d'habitat des castors). Le patrimoine archéologique (dolmen de Ty ar Boudiged surtout), architectural (église Notre-Dame principalement mais aussi l'habitat traditionnel des hameaux) et naturel de la commune est aussi attractif. Plusieurs gîtes privés offrent des possibilités d'hébergement.
La tourbière du Vénec, classée réserve naturelle nationale en 1993 (un industriel envisageait d'exploiter la tourbe qu'elle contenait) et zone Natura 2000 est un exemple unique de tourbière bombée encore active en Bretagne, elle occupe une superficie de 48 hectares et forme une véritable lentille convexe qui se détache nettement de la surface rectiligne du lac. Autour, l'on trouve une tourbière basse de transition et, à la périphérie, des landes, des prairies humides et des bois de saules. Ce site abrite de nombreuses plantes protégées et rares comme la sphaigne de la Pylaie, le lycopode inondé, les deux rossolis, l'utriculaire mais aussi des animaux comme le lézard vivipare, l'argyronète (la seule araignée à pouvoir vivre sous l'eau), le damier de la succise (un papillon) ou le sympetrum noir (une libellule).
En 2010, la construction d'un bâtiment d'accueil des activités liées à la jeunesse et à la petite enfance complète les infrastructures touristiques existantes.
En 2019, le projet d'étendre le périmètre protégé aux 287 hectares restants, dits de l'arrière-Vénère, fait polémique, un comité de défense regroupant des chasseurs, des agriculteurs et des sylviculteurs s'oppose à cette extension.

### Événements
Les fêtes communales, appelées « pardon », ont traditionnellement lieu l'avant-dernier week-end de juillet.

## Économie

### Réacteur nucléaire expérimental EL4

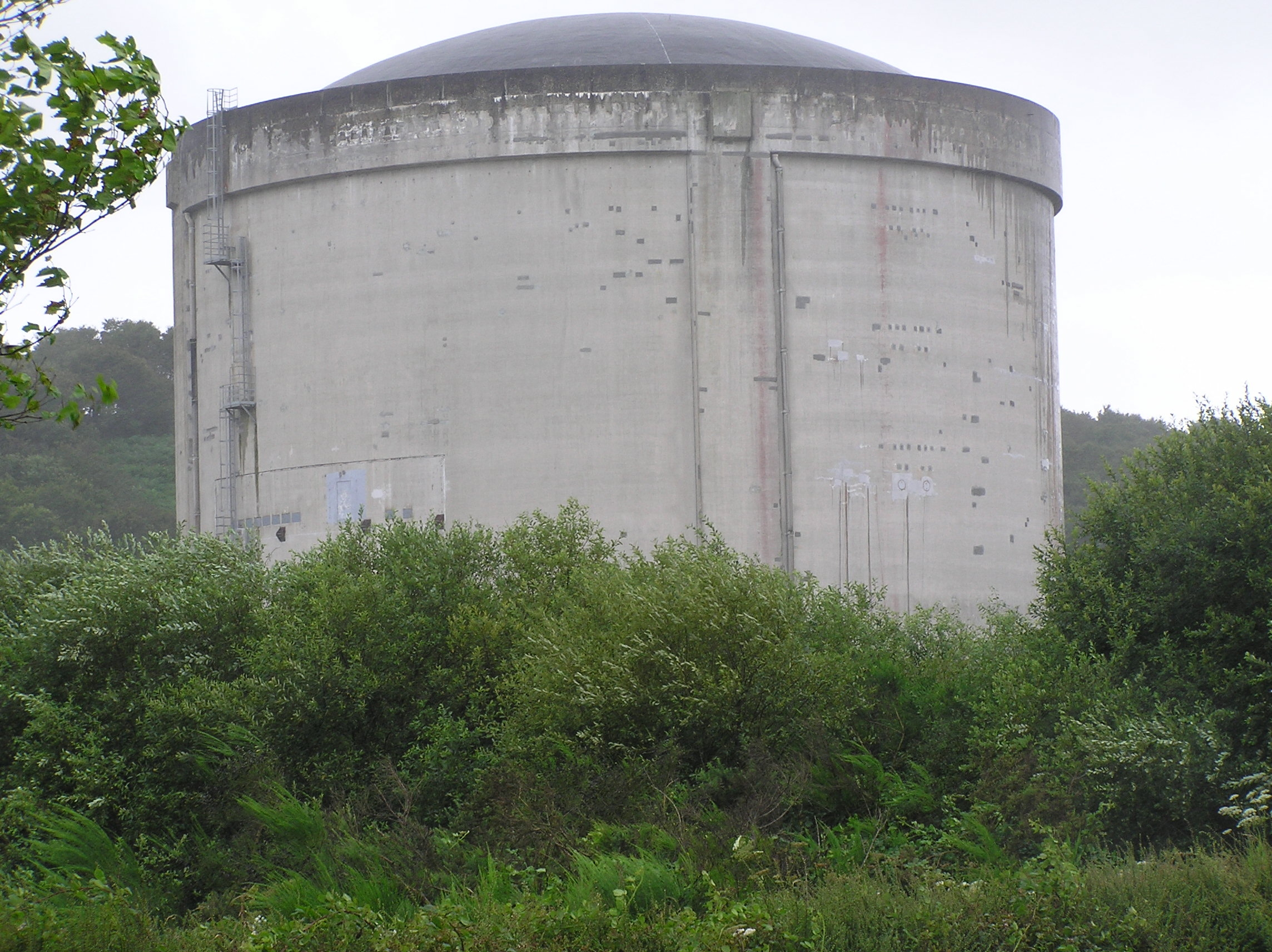
Bâtiment réacteur de la centrale nucléaire de Brennilis.

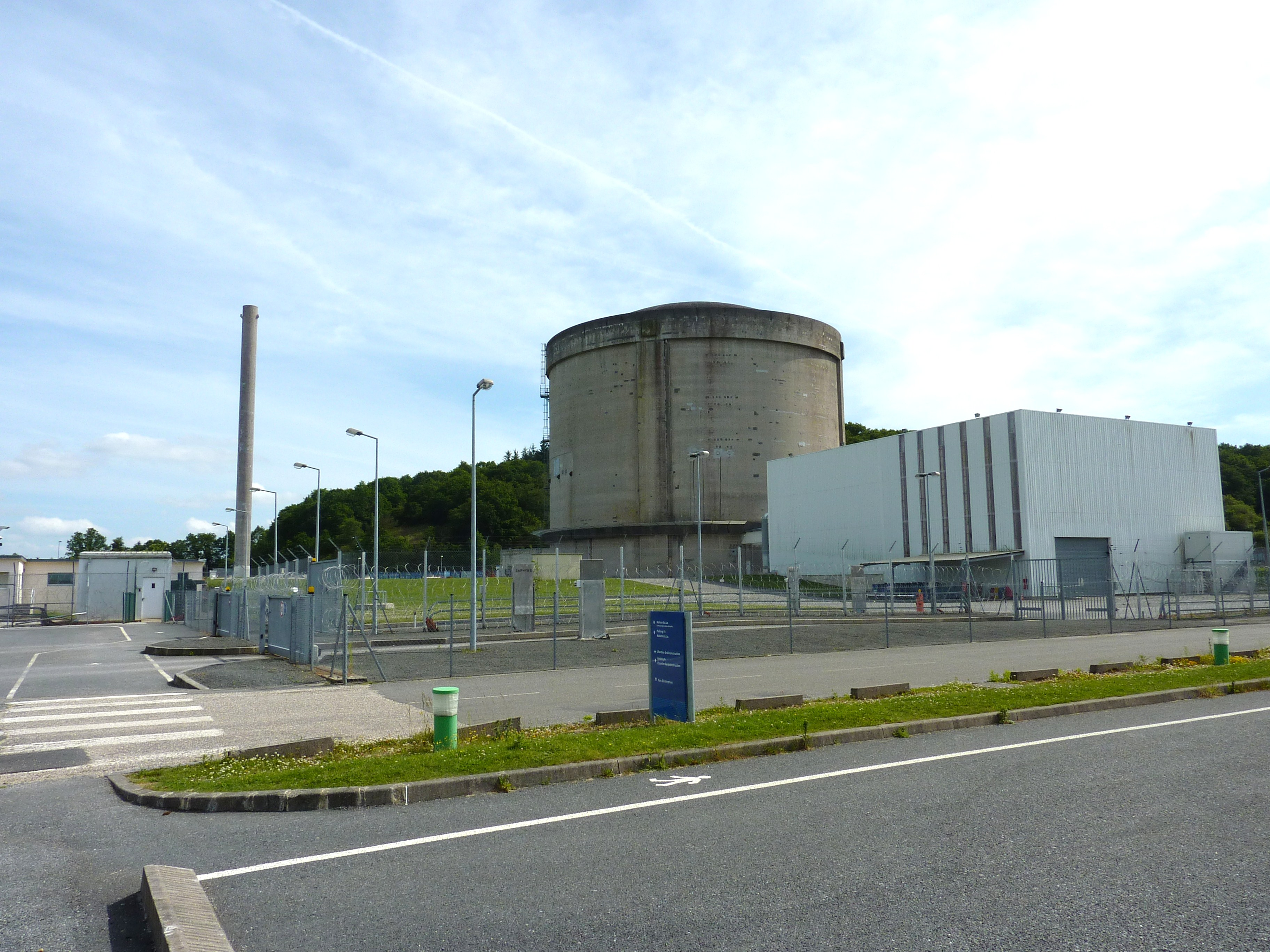
La centrale nucléaire des Monts d'Arrée : vue d'ensemble en 2010.

Entre 1962 et 1967, la centrale nucléaire expérimentale de Brennilis dite « des Monts d'Arrée » a été construite par le CEA et EDF. C'était un réacteur expérimental, un prototype industriel destiné à prouver la fiabilité de la filière eau lourde (EL). De ce fait, il est baptisé EL 4.
Le choix du site de Brennilis s'explique ainsi, si l'on en croît un ingénieur responsable de la construction de la centrale : « Sur le plan technique, nous avions un certain nombre d'impératifs à résoudre, recherche d'eau en particulier. Le réservoir Saint-Michel nous assure cette eau. Recherche d'un sol également très résistant. Vous voyez la lourdeur des bâtiments que nous avons à construire. Le granit breton a fait le nécessaire. Et puis nous avions également besoin d'un terrain assez vaste, sans agglomération notable, et qui ne soit pas, par ailleurs, d'une trop grande valeur au point de vue agricole. Nous avons trouvé tout cela ici. Nous savions également que nous trouverions une main d'œuvre de valeur en Bretagne. Et je dois dire que, depuis, l'excellent accueil que nous avons trouvé dans cette région ne nous a absolument pas fait regretter le choix que nous avions fait ».
Brennilis connaît alors une période de prospérité : augmentation de la population liée aux emplois proposés par la centrale surtout pendant sa construction, mais aussi ensuite pour son fonctionnement (construction de lotissements, en particulier d'un lotissement EDF), recettes fiscales importantes : pendant la période de fonctionnement du réacteur nucléaire, Brennilis est la commune de Bretagne qui dispose de la plus forte recette de taxe professionnelle par habitant, ce qui permet à la commune de se doter d'équipements et d'aménagements modernes, notamment au bourg.
En raison de la faible puissance du réacteur (70 MW), et compte tenu de la situation énergétique française positive à l'époque, EL 4 est arrêté en juillet 1985. Actuellement, la centrale est en cours de démantèlement. L'avis défavorable de la commission d'enquête du 25 mars 2010 a ralenti la poursuite du démantèlement de la centrale, ce dont se félicitent des associations écologiques hostiles au nucléaire. Le retour à l'herbe mis en avant comme perspective par les autorités au début du processus de démantèlement semble fort hypothétique ou, à tout le moins, devoir être très lointain en raison de la persistance de la vocation industrielle du site de Brennilis qui demeure un important bassin d'emploi.

### Turbines à combustion de EDF Cetac

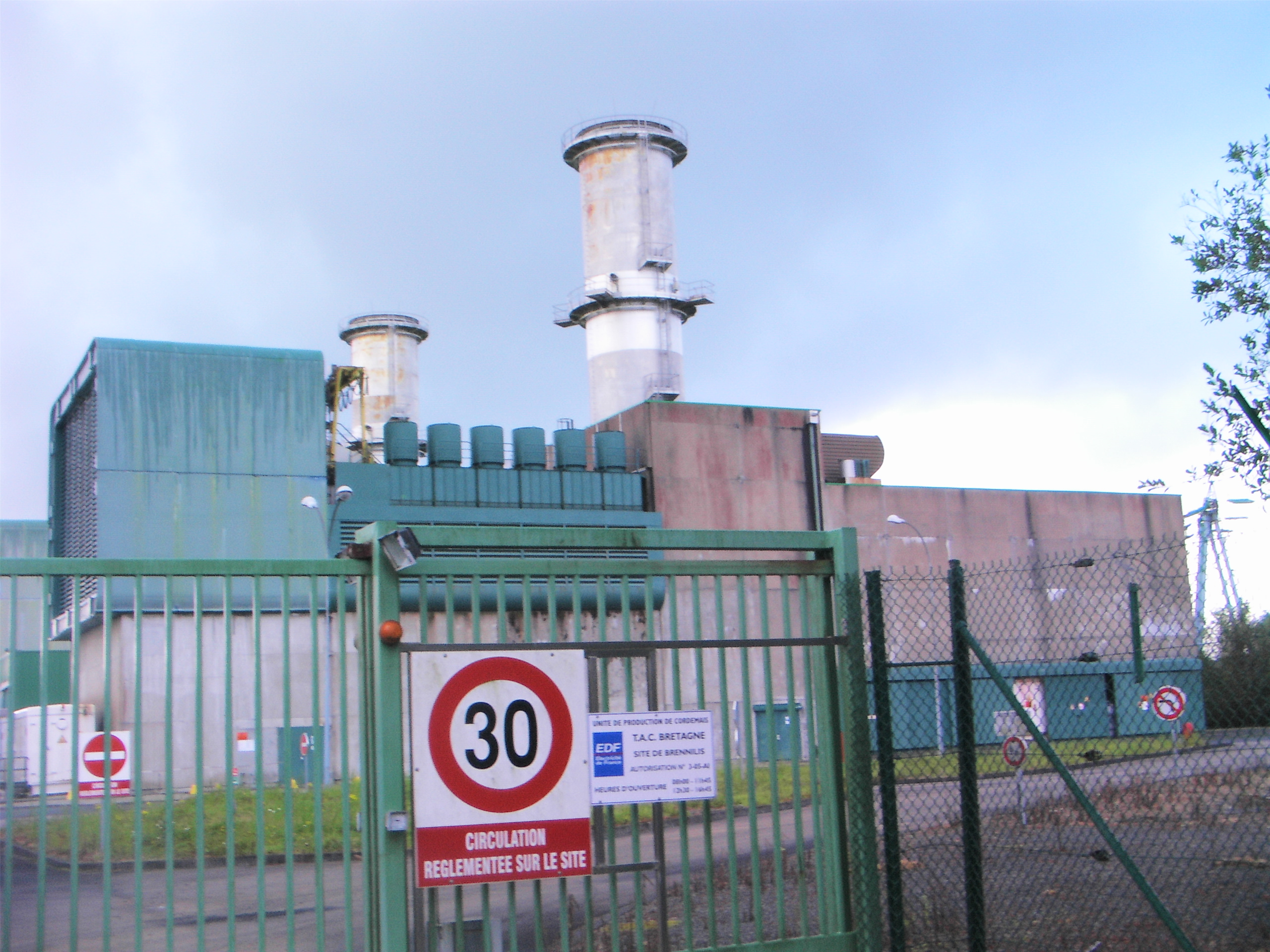
Turbines à combustion implantées près du site de la centrale nucléaire.

Trois turbine à combustion fonctionnant au fioul domestique, deux de 85 MW et une de 125 MW, ont été construites sur le même secteur de Nestavel ; elles sont destinées à fournir de l'électricité uniquement lors des fortes pointes de consommation électrique afin d'éviter des coupures de courant en Bretagne occidentale.

### Autres entreprises
Quelques bâtiments et terrains restent disponibles malgré l'installation de certaines entreprises sur ce parc. La principale est les Salaisons de l'Arrée, une entreprise de transformation alimentaire comptant quelque 200 salariés, qui est la plus importante entreprise de main-d'œuvre installée à des kilomètres à la ronde.

## Culture locale et patrimoine

### Lieux et monuments

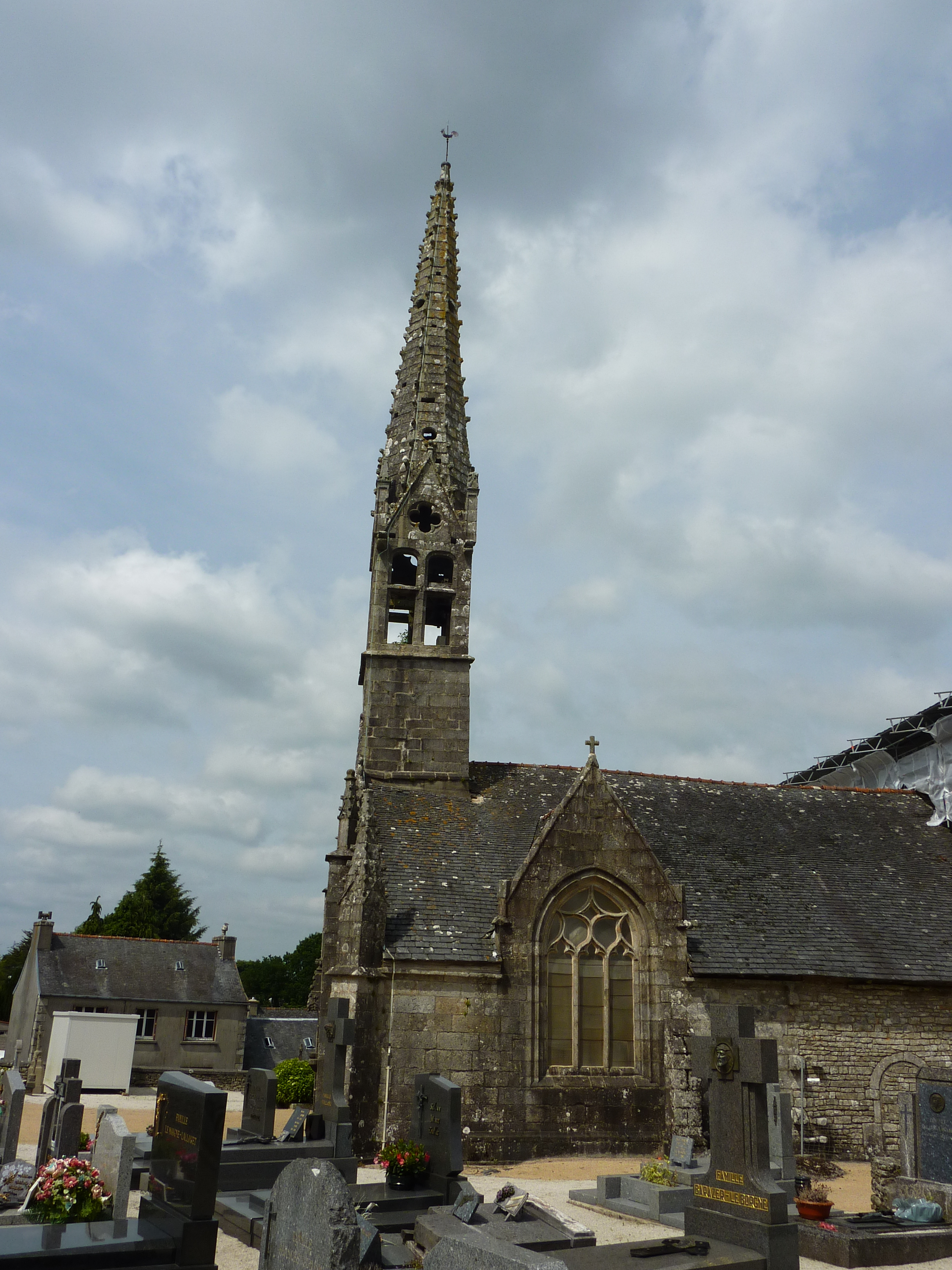
Église Notre-Dame : clocher et partie ouest.

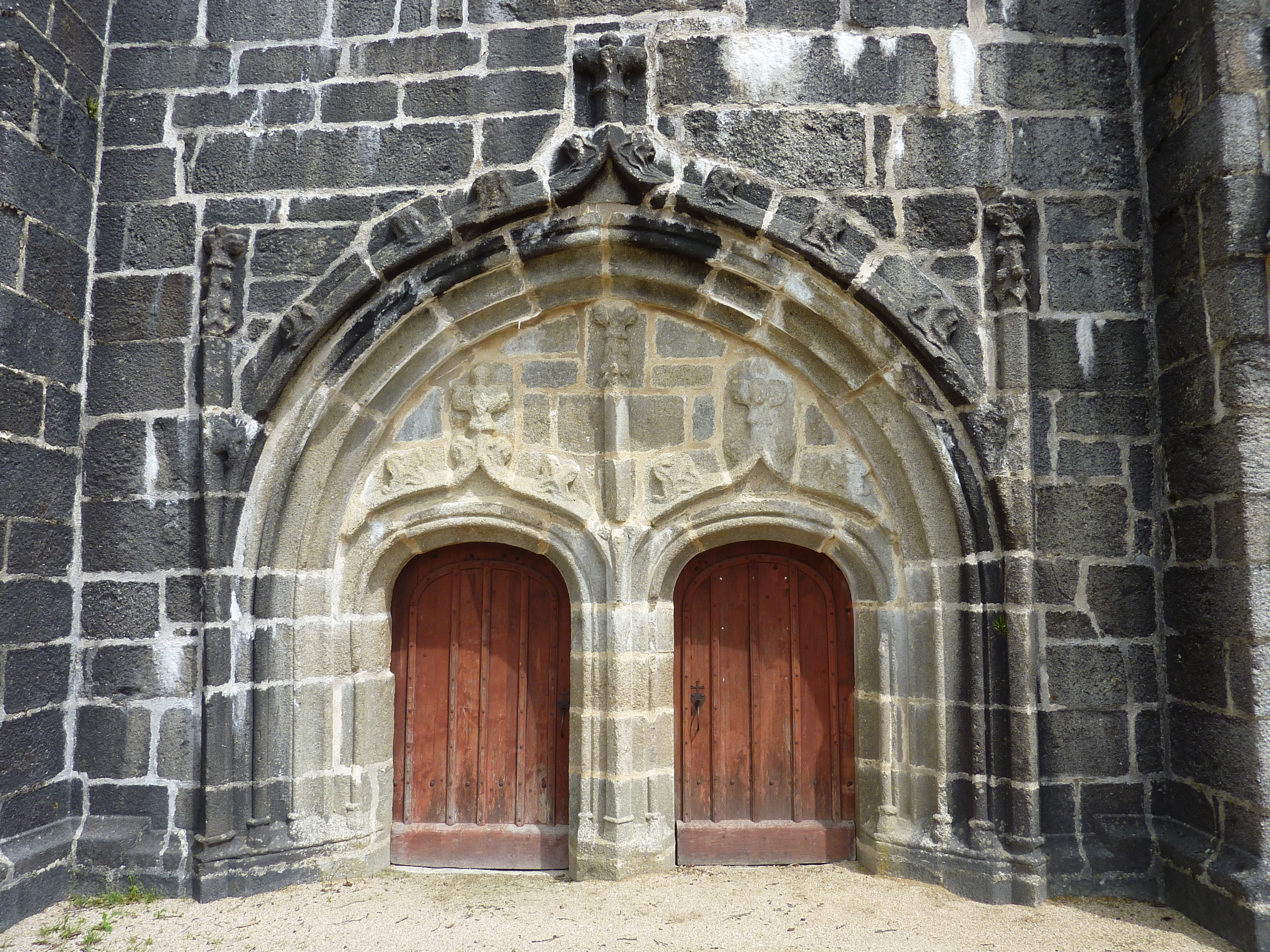
Église Notre-Dame : le portail ouest à portes géminées.

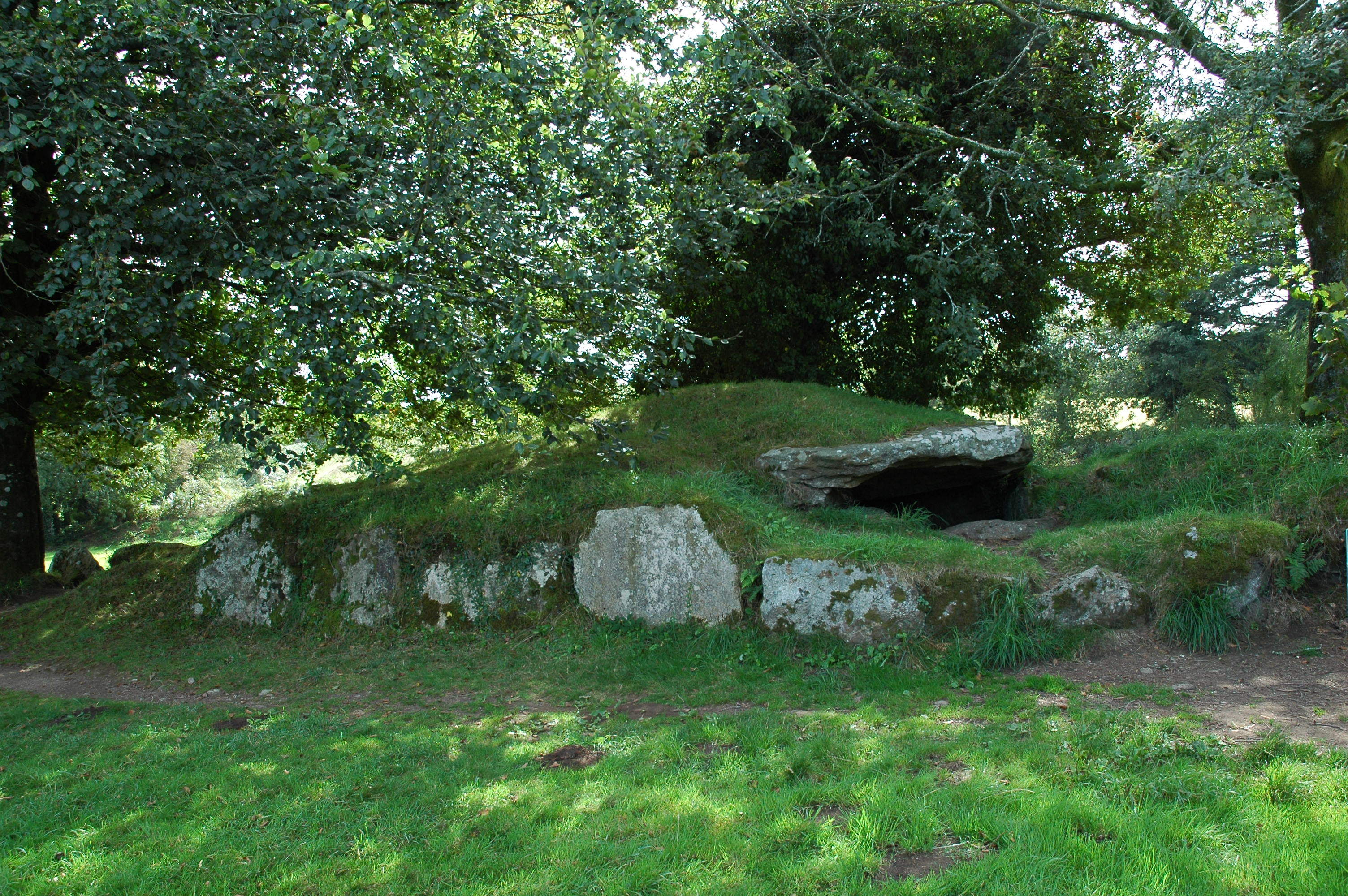
Le dolmen de Ti ar Boudiged.

Quelques sites remarquables sont à découvrir sur la commune :
- dans le cimetière, le granite affleure en boules car l'ancienne chapelle Notre-Dame-de Breac'h-Ellis a été construite sur l'emplacement d'un chaos de hauteur de rochers de granit[72] ;
- l'église Notre-Dame de Brennilis classée du XVe siècle (inscription en lettres gothiques près du maître-autel : "Yves Toux, procureur, l'an 1485, commencement de cette chapelle[73]). Dotée d'un fin clocher ajouré à flèche octogonale, l'église présente sur son pignon ouest une belle porte géminée datant du XVIe siècle ; elle possède une nef à quatre travées et bas-côtés et un chœur à chevet plat. Elle contient également sept panneaux polychromes du XVIIe siècle. Une très belle représentation iconographique de ces panneaux est visible sur un site Internet[74]. La clôture des fonts baptismaux est dans le style de la Renaissance bretonne avec ses balustres tournés et sa frise recoupée de médaillons rehaussés de têtes et de bustes. De nombreuses statues ornent l'église dont celles de Notre-Dame de Breac Ellis, de saint Yves, de saint Marc, de saint Sébastien, de saint Divy[75], ainsi qu'un Ecce homo et un Christ en croix. Une croix processionnelle en argent date de 1650[76]. Cette croix comporte la représentation de plusieurs apôtres dont saint Jacques, tête nue auréolée, vêtu d'une robe et d'un manteau. Il tient un livre ouvert dans la main gauche et, dans la main droite, le bourdon à deux pommeaux qui l'identifie[77]. La restauration de l'église était en cours d'achèvement en novembre 2012 ;
- la croix de calvaire du cimetière[78] datant des environs de 1625 ; cette croix est aujourd'hui placée au nord de l'église ; elle est attribuée par analyse stylistique au sculpteur de Landerneau Roland Doré (ou issu de son atelier) et porte les armoiries de la famille de Quélen, également présente lors de la construction de l'église. L'œuvre a probablement été déplacée et remontée ;
- le calvaire de Nestavel, classé depuis 1928 (le calvaire s'orne d'un groupe de personnages accompagnant une pietà, dressé sur un soubassement) a été déplacé en 1962 pour permettre la construction de la centrale nucléaire et se trouve désormais près du moulin de Kerstrat ;
- les ruines de l'ancienne chapelle Saint-Avit[35] (dite aussi Saint-David ou Saint-Divy) sont encore visibles à l'ouest du hameau de Kerannou. Elle dépendait du manoir de Kerannou. Une fontaine subsiste ;
- deux autres chapelles ont existé, l'une à Nestavel-Bihan dite parfois "chapelle des Marais" (démolie en 1937 lors de la construction du barrage de Nestavel), l'autre à Kermorvan (construite au début du XXe siècle, mais en ruines désormais) ;
- le dolmen de Ty-ar-Boudiged : sépulture en " V ", dolmen néolithique datant de 3000 ans av. J.-C., en partie enterré sous un tumulus et recouvert de trois dalles de pierre. Son nom signifie "maison des nains"[79] et plusieurs légendes y sont rattachées : selon l'une d'elles, les nains (des korrigans) qui y habitent sont en lutte permanente avec les géants de l'allée couverte du Mougau-Bihan, à Commana ;

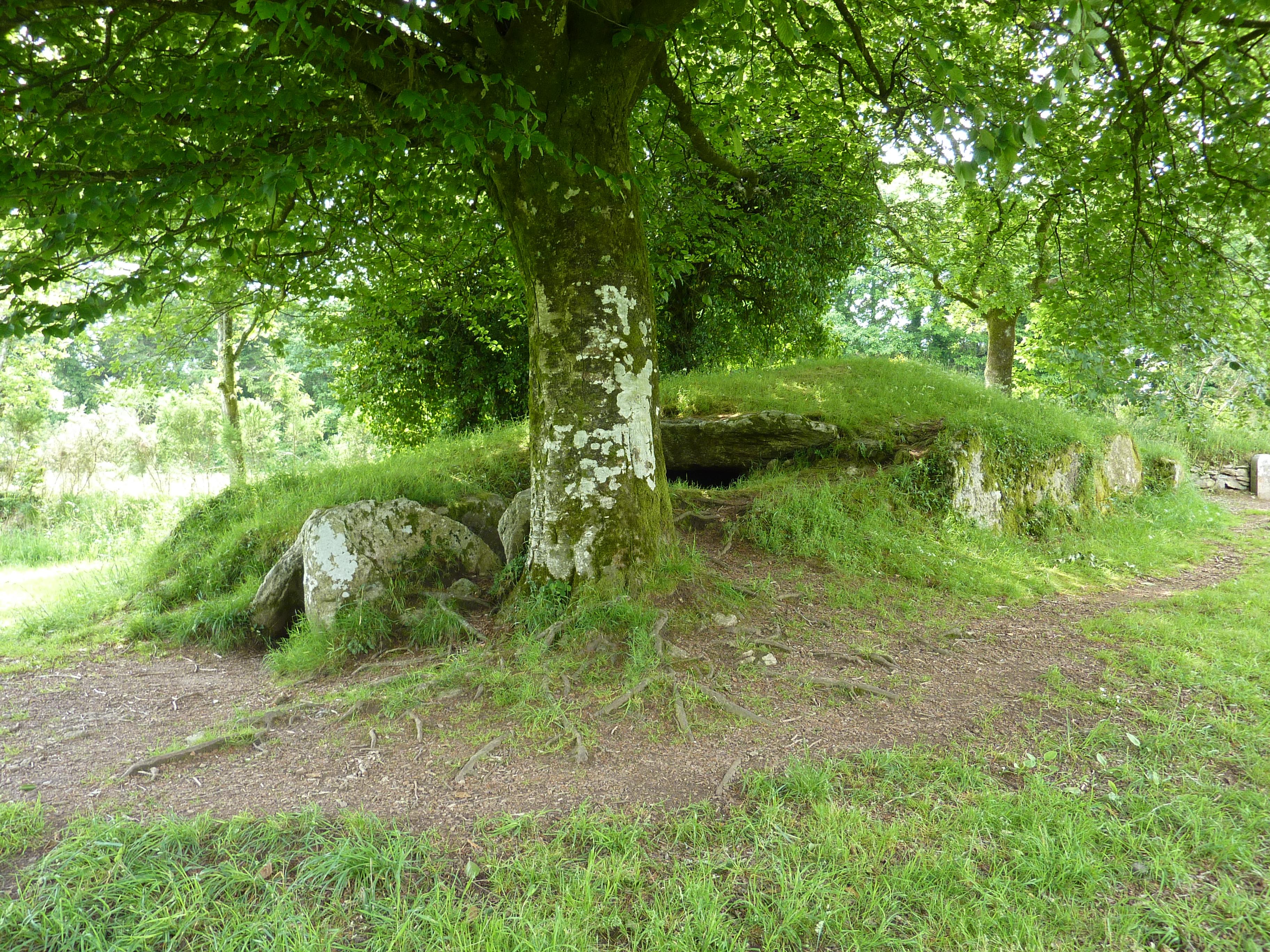
Le tumulus recouvrant l'allée couverte de Ti ar Boudiged.
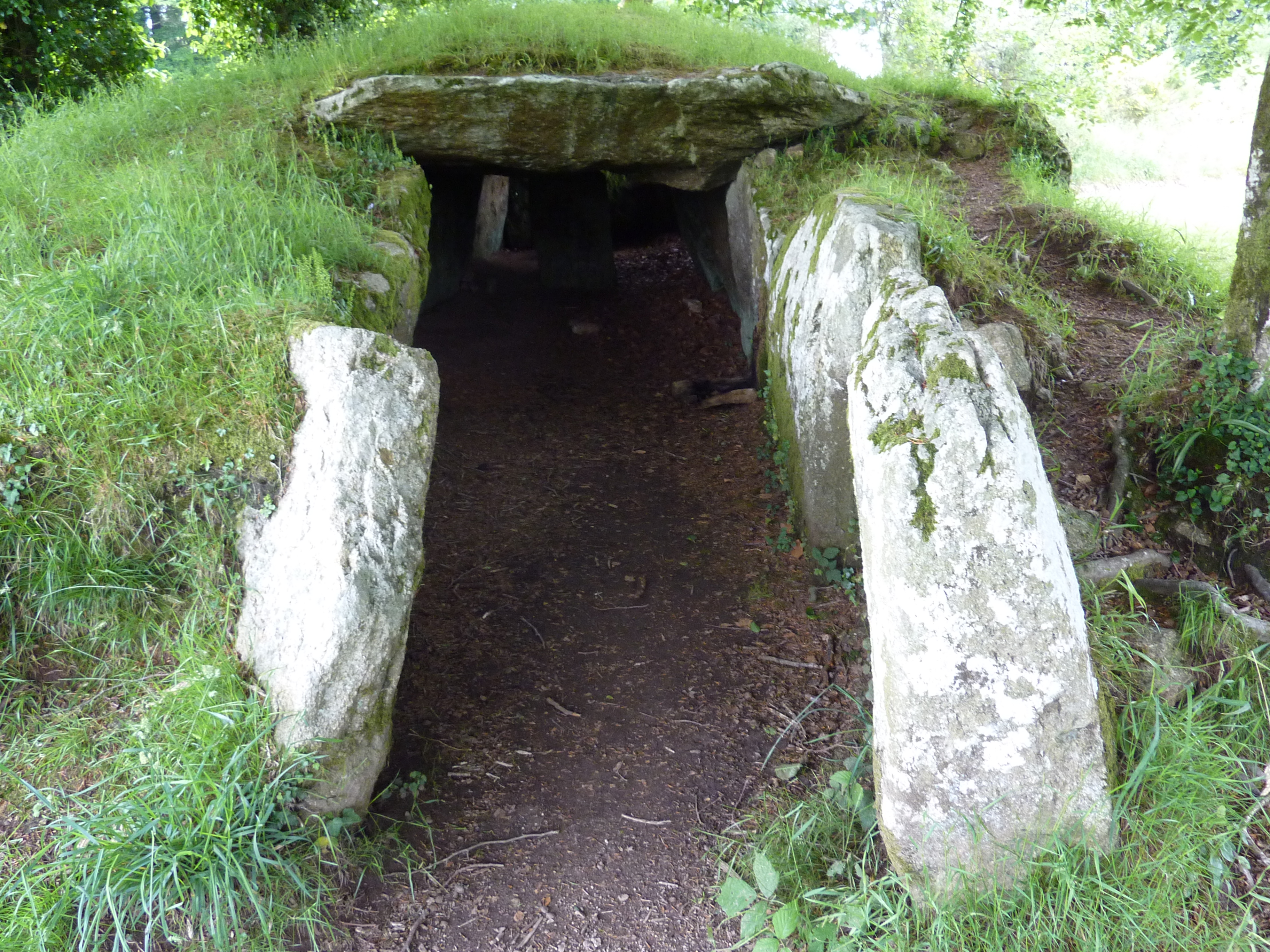
L'entrée de l'allée couverte Ti ar Boudiged.
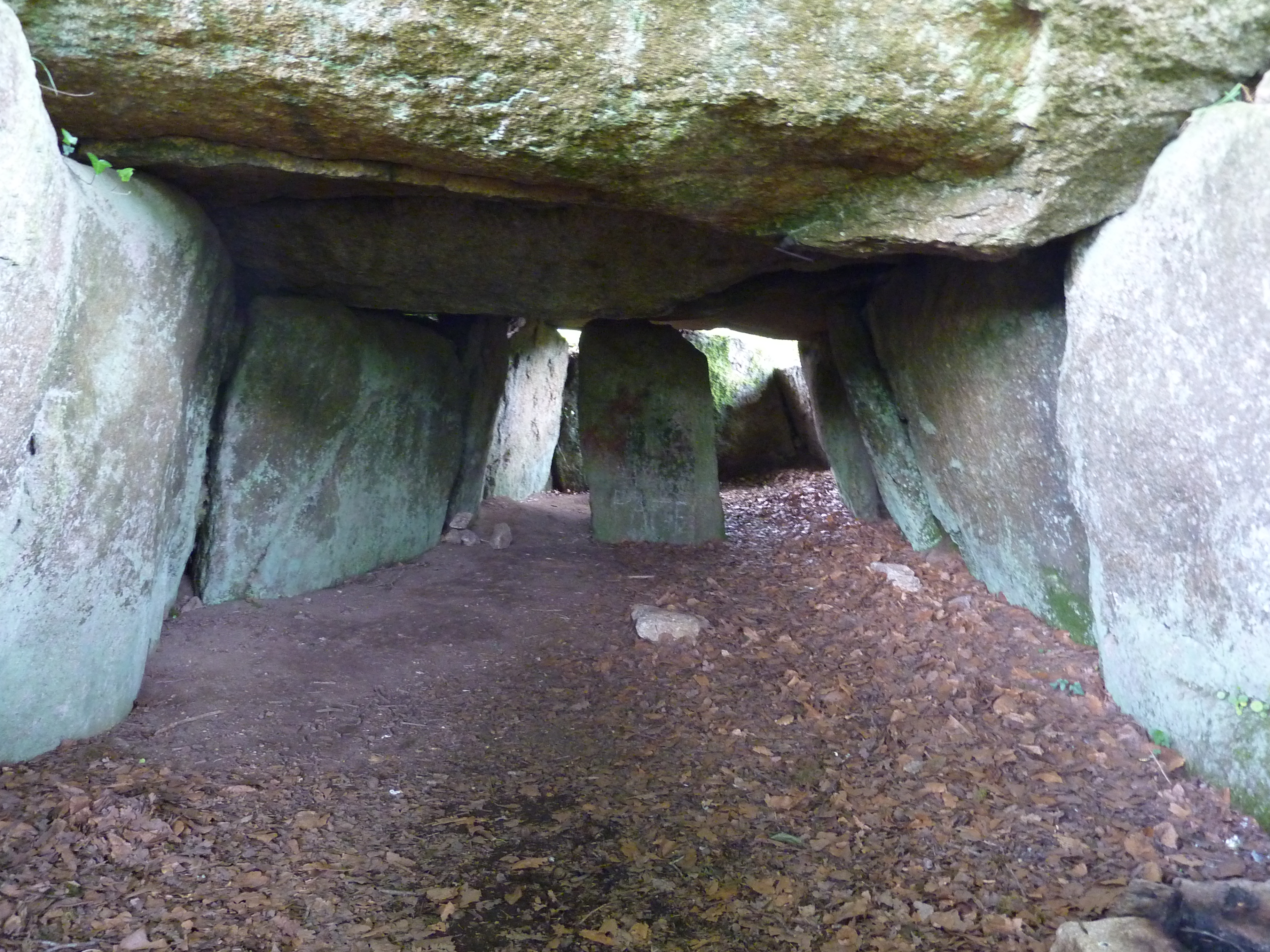
Intérieur de l'allée couverte : l'entrée.

- alignement de Leïtan : groupe de cinq menhirs dont un seul est encore debout)[80] ;
- le tumulus de Leintan à Coatmocun comprend un vaste ensemble de monuments comprenant trois dolmens, quatre menhirs, dix tumulus, un camp fortifié et les restes de deux villages[81]. Aucun reste de sépulture humaine n'a été retrouvé, juste les restes d'un oursin ;
- le pont de pierre sur l'Ellez (pont ancien traversant l'Ellez situé entre le hameau de Cosforn et le moulin de Mardoul)[80] ;
- la réserve naturelle du Vénec[82],[83] dont la « Maison de la Réserve naturelle », sise dans le bourg, est un prolongement naturel. Elle permet aussi de découvrir les castors et leur habitat ;
- le réservoir de Saint-Michel, classé grand lac intérieur, réputé pour la pêche[84] à la truite et au saumon l'est désormais pour la pêche au brochet[85] ;
- la maison du Youdig[86] à Kerguévénet organise des visites du Yeun Elez et des veillées sur les thèmes des légendes du Yeun et de l'Arrée ; elle expose aussi des modèles réduits de maisons et monuments bretons.

### Légendes et traditions
- Len-ar-Youdig (Le chien noir de Len-ar-Youdig) est une légende aux versions multiples reprise entre autres par Anatole Le Braz[87] et François Abgrall[88] : les âmes des personnes n'étant pas allées directement au ciel passées dans le corps d'un chien noir sont condamnées à errer éternellement jusqu'à ce que le prêtre du village, accompagné du vieux Tadig Kozh, recteur de saint-Rivoal, n'aillent nu-pieds dans le marais où les deux exorcistes, en surplis, jetaient la bête hurlante dans le trou du Youdic, considéré dans la tradition bretonne comme la porte des enfers. Ce « trou du Youdic » est désormais ennoyé sous les eaux du lac réservoir de Saint-Michel.
- Les lavandières de la nuit (Kannerezed Noz) : les lavandières de la nuit viennent laver les suaires dans les lavoirs de la région ; attention à ne pas les aborder avant le lever du soleil, elles vous demanderaient d'aider à porter leur panier et vous entraîneraient dans leur domaine, celui de la mort. Un tableau célèbre du peintre Yan' Dargent représente cette légende.

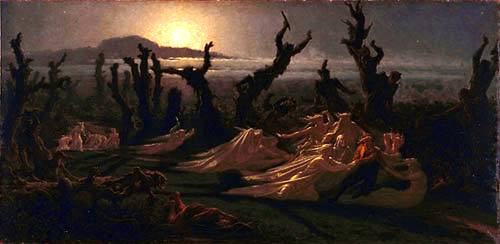
Les lavandières de la nuit, tableau de Yan' Dargent, musée des beaux-arts de Quimper.

- La légende de Tonton Fanch[89] raconte l'histoire de deux amoureux de Brennilis très épris l'un de l'autre.
- La légende de l'Ankou[90] : l'Ankou circule toute la nuit sur un chariot qui grince, nommé Karrig an Ankou : entendre grincer les roues du Karrig an Ankou ou croiser en chemin le sinistre attelage sont des signes annonciateurs de la mort d'un proche.
- Les Korrigans auraient élu domicile sous le dolmen de Ti ar Boudiged.[réf. souhaitée]
- Autres légendes[91].
- À la fontaine de Saint-Divy, le premier jour de mai, l'on plongeait dans l'eau les enfants malades et leurs habits. Si le linge surnageait, c'était signe d'espoir de guérison, sinon c'était signe annonciateur de la mort[92].

### Personnalités liées à la commune
- Corentin Tosser, né le 30 janvier 1876 à Brennilis, décédé le 12 juin 1933 à Quimper, célibataire, d'abord instituteur libre, qui après avoir vécu à Jersey et en Angleterre, revint au pays vers 1925 et fut barde du Gorsedd[93].